# 南京市金陵中学
南京市金陵中学，又名南京大学金陵中学，是中国江苏省南京市的一所高中，始创于1888年，历经汇文书院、金陵大学附属中学、南京市第十中学及南京市金陵中学四个时期至今，21世纪以来创办了河西分校等十余所分校，2018年在江心洲建立新校区:3。学校入选江苏省四星级高中，江苏省高品质示范高中建设立项学校。

## 历史沿革
南京市金陵中学历史示意图

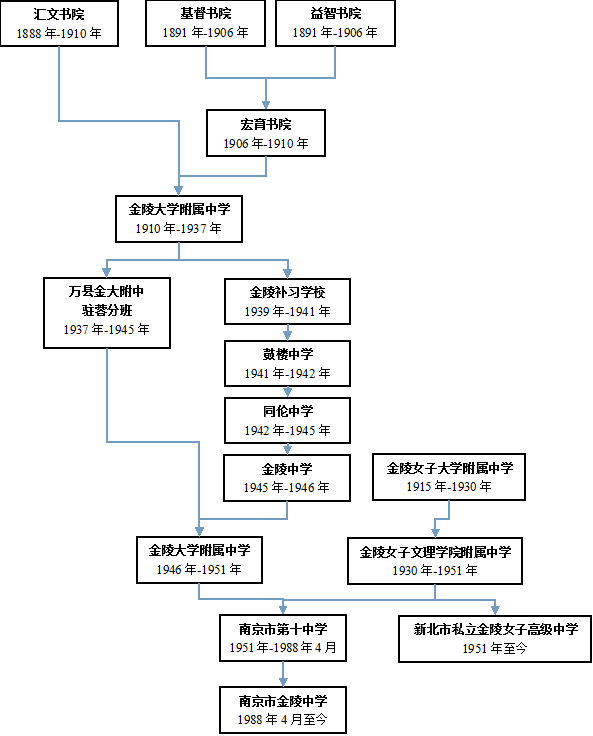
金陵中学历史纵览

南京市金陵中学创立于1888年（光绪十四年），当时称为汇文书院（The Nanking University），是美国美以美会在华创建的教会学校。1910年，与宏育书院合并为金陵大学附属中学（University of Nanking Middle School）。中国爆发“收回教育权运动”后，在华基督教势力被削弱，学校校长由中国人担任。1937年，抗日战争爆发，部分教员西迁四川办学，学校分设宁蜀两地。1946年四川的教员迁回南京办学。1951年，与金陵女子文理学院附属中学合并为南京市第十中学。1988年，南京市第十中学改名为南京市金陵中学。

### 汇文书院时期（1888年－1910年）

#### 成立初期

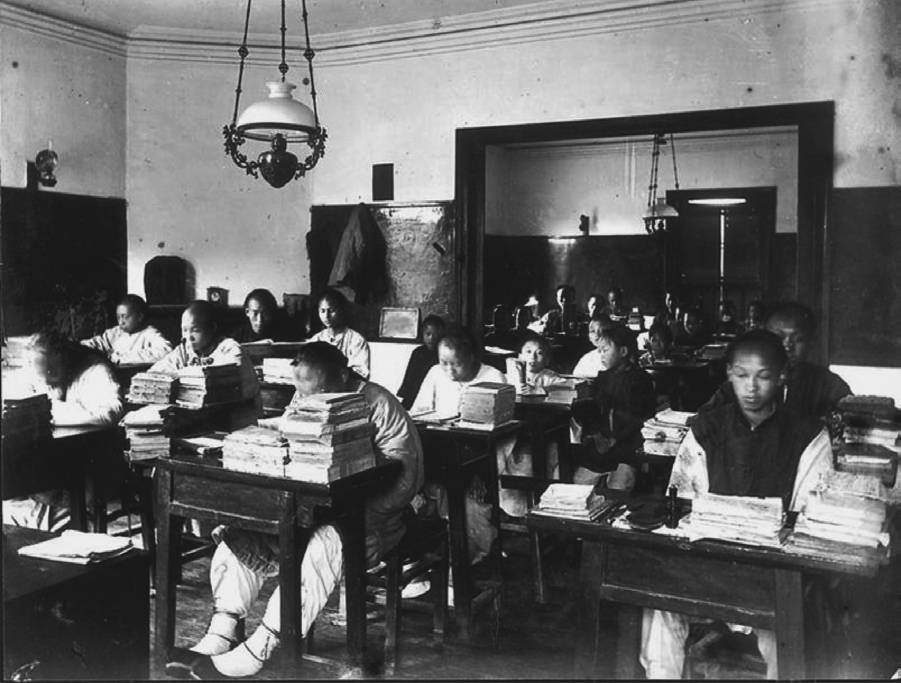
汇文书院中学部学生在钟楼内教室读书

鸦片战争后，南京因接近上海且为《南京条约》签约地，西方教育较早传入。1846年2月，道光帝下诏解除教禁，第二次鸦片战争后，列强取得传教的特权，传教士来宁日众:9-10。为了扩大影响力，传教士们在花市大街、估衣廊、鼓楼等处建筑教堂，一边布道，一边办医院、学校和各种慈善事业:1。
洋務運動時，洋务派主张学习西方科学技术，开办新式学堂。1887年，李鸿章在《奏议覆御史陈莹开算学取士折》中主张开设新式学堂，得到了光绪帝支持。同年，美以美会获得一笔捐赠发展基督教育事业，决定借此契机在中国开办学校:3。1888年11月，美以美华中差会举行年会，主教傅罗（C. H. Fowler）建议在南京和北京开设大学促进基督教义的学习，得到了与会代表的赞同:1，遂于江苏省江宁府创建汇文书院（The Nanking University），依据麻省法律注册，根据州长签署的宪章有权授予美国大学授予的学位:2，并指定福开森担任院长。福开森夫妇于1888年来到中国，在南京，他们夫妇开班授徒，教授圣经和英文、国文、数学等。据1905年入学的陈裕光回忆，福开森“操一口南京话，精通中文，活动能力很强”。傅罗请福开森担任院长，是看中了他丰厚的人脉关系和一定的教学经验:7:1-2。
因没有教学楼，1889年春，董事会在校长家里开始办学。1890年秋，董事会购买了乾河沿一处地办学:1。福开森设计了汇文书院第一处建筑钟楼，命名为“傅罗神学院”（Fowler Biblical School），主体3层，在南京的平房中鹤立鸡群。其余建筑包括东西教学楼、礼拜堂、青年会堂图书馆、考吟寝室:3，为美国建筑师设计的殖民期风格，散布在东西向的主干道两侧:3-4。
书院内设博物院、圣道馆。1890年，汇文书院创办成美馆，正式设立中学部。1892年，书院授课分为大学堂、高等学堂、中学堂、小学堂四级，每级学制均为四年:4。1896年设医学馆。书院内最早学生只有5人，知名的教师也很有限，穆尔为西文总教习，恒谟为西文教习，师图尔为医科总教习，马林、比必为医学教习；除上述西方教员外，聘李自芳为国文总教习，周歧山、李鉴堂为国文教习，书法家骆寄海也曾在汇文任教:3。当时的汇文书院，管理极严，学生住校要两周才可以出去1次，下午4点以后，一律不准呆在教室或宿舍内，要到操场进行体育锻炼，是清教徒式的作风:13-14。

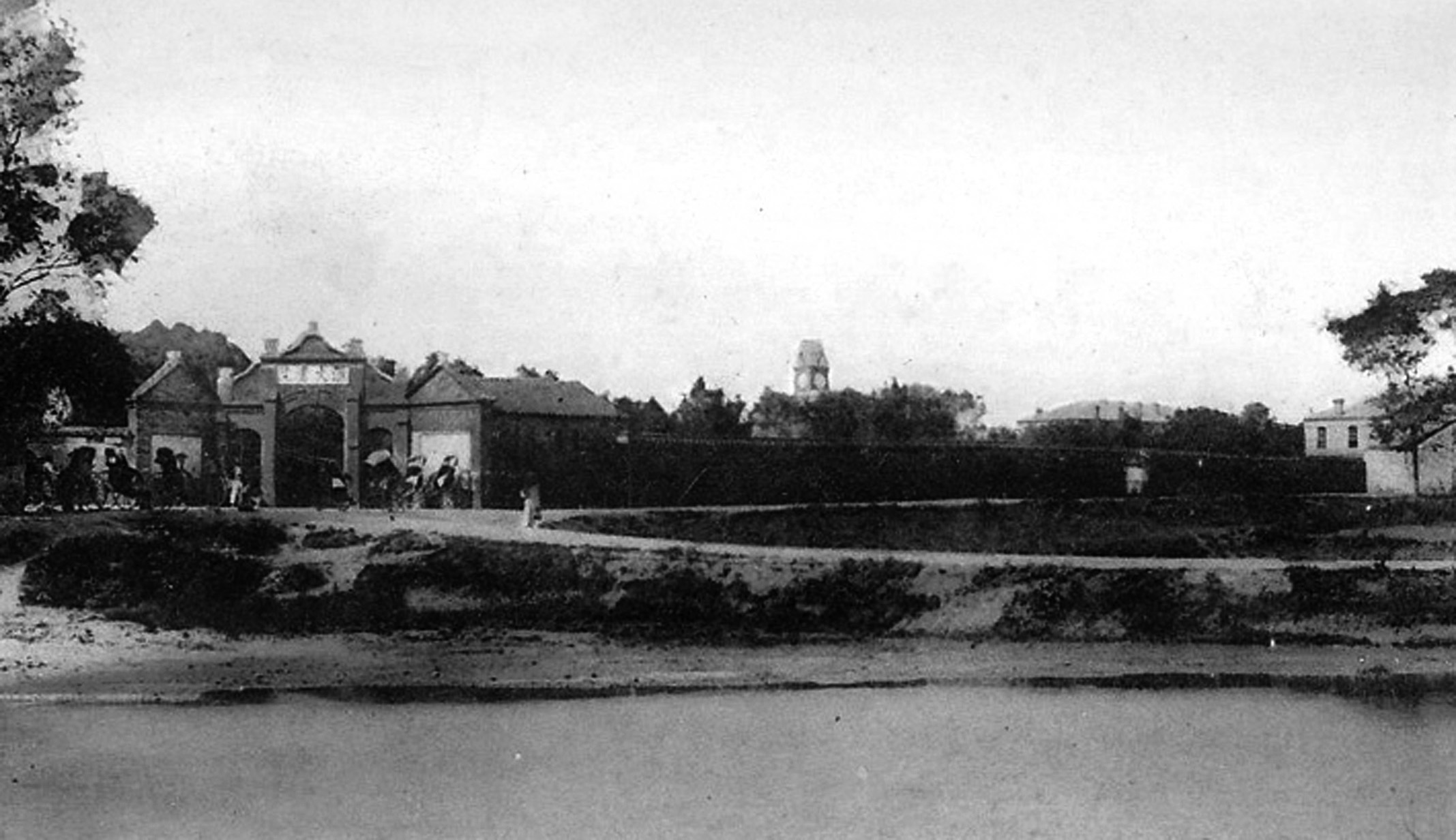
汇文书院外景图

#### 稳步发展

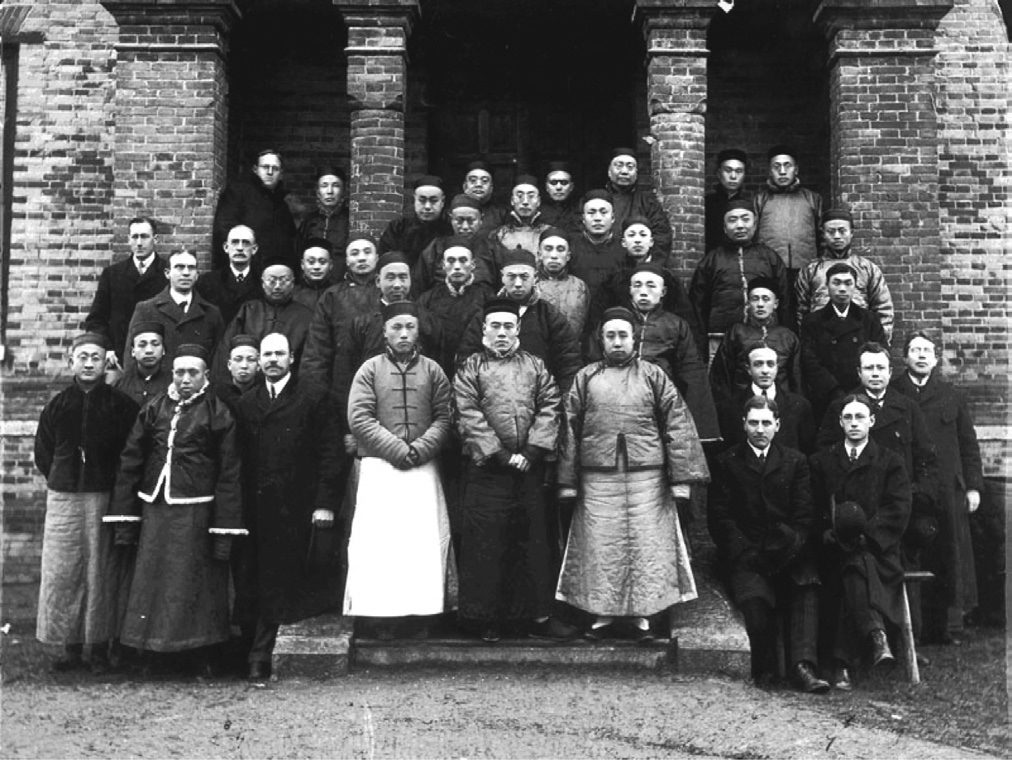
1897年两江总督率众官员视察汇文书院与中外教员合影

1896年，福开森辞去汇文书院院长职务，应盛宣怀之聘创设南洋公学，医科总教习师图尔（G. A. Stuart）接任院长。接任院长后，他改良功课，添置仪器，增聘教习，扩充校址，建设校舍，并建立青年会会堂，使汇文书院“匪特冠绝东南，实侨居中国人士所组织教育事业而首屈一指者也”:9。因为所学的关系，师图尔在马林和比必的帮助下，大力建设汇文书院的医科，医学院的教学与芜湖和南京的美以美会医院保持联系:10-12。1908年，师图尔辞职赴上海创办《兴华》报，由包文（A. J. Bowen）接掌汇文:14-15:7-8，至1909年，学校已有16名教授、11名助教、310名学生:9。
19世紀末至20世纪初，由于中国社会风气的转变，教会学校逐渐引起人们的注意，汇文书院开始与地方官员有所接触。学校举行隆重的毕业典礼时，地方官员将应邀出席，两江总督张之洞、端方、张人骏以及大小文武官员都曾应邀出席。1909年，两江总督张人骏于汇文书院毕业典礼致词称，“今日为汇文书院肄业诸生毕业之期，本大臣以院长包文之请来此观礼。维包院长以宗教劝人为善之心，实行其讲学育才之愿，诸生之形式秩席亦既彬雅可观，是知平日所授各科学必非无据。日后各依程度再能企及于专门，自当蔚为国器。至励品敦行有以自增名誉，为书院光，则尤本大臣所厚望焉！”:12-13
汇文书院学生课外团体有基督教青年会、文学会、体育会。青年会由学生组成，1902年后设于琥珀厅，它们组织“校风团”改革校中陋习，参加“拒俄运动”，组织体育运动。1906年书院的文学会的大学堂以下的同学，分为Alpha和Beta两组，前者取名“木铎会”，后者取名“醒石会”。二会中，木铎会人才鼎盛，如罗尔伦、吕彦直、查谦、奚伦、谢循功诸生。文学会常举行文学及辩论赛，学校对优胜者予以奖励:4。1909年12月，学生编辑委员会创办英文杂志《The Nanking University Magazine》，后在陶行知倡议下出版中文期刊《金陵光》。1903年，孙熹圣在汇文书院任教时在课堂中放映cinema，并将其取名为“电影”:15-16。
汇文书院办校21年，大学部共毕业学生80名，其中圣道馆11名，博物馆56人，医学馆13人。当中的一些佼佼者（黄荣良、韩安、劉伯明、陶行知、陈裕光等），后来在金陵大学和其他机构中发挥了重要作用。汇文书院设立之时，中国的中国科举制度尚未完结。书院的创办对中国近代高等教育的产生发展、培养新兴高级人才具有积极而深远的影响。

#### 基督书院和益智书院
汇文书院稳步发展的时候，南京又增添了基督书院和益智书院两所教会书院，成为当时中国不多见的高等教育中心。
1891年，基督会传教士美在中（Frank E. Meigs）传教热潮中，美在中认为“信仰虽新，知识仍旧”，而“无意识之信仰易生魔障，非灌输学术无以羽翼教旨”，在基督会的捐款下，在鼓楼西南创办了基督书院（The Christian College）。校舍落成后，美在中为院长，他把家安在学校旁边，以便随时尽职。当时学生仅20余人，美在中夫妇担任教学和管理。美在中对待学生“温而厉”，学生生病，他求医问药，或者在病榻前读小说，以减轻病人痛苦；但学生如果不用功，则不假辞色，往往一边哭一边打。由于管理有方，基督书院的学生很快发展到200人:9-10:4-5。
基督书院创办后不久，1894年，北长老会传教士T. W. 贺子夏将一所已经有10多年历史的全日制学校发展成益智书院，校址设于户部街。1899年，长老会文怀恩（J.E.Williams）受遣来华继任院长:105:5。

#### 三院合并

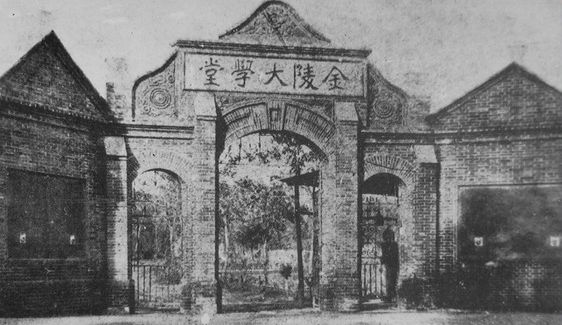
1910年金陵大学堂校门。“金陵大学堂”校名为著名书法家、两江师范学堂监督李瑞清题写

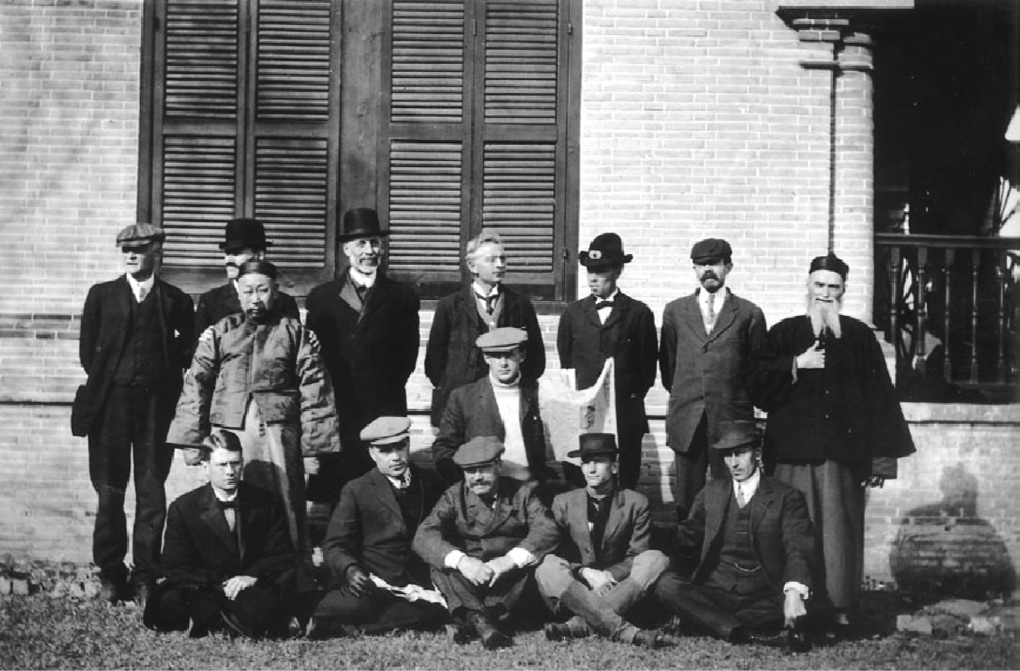
1910年汇文书院附中中外教员在校园内合影

1900年八國聯軍之役后，在宁传教士受到了爱国运动的冲击。汇文、基督、益智三书院设于南京，“宗旨虽同，办法互异”，不利于管理及提高质量。1906年，美在中主张合并书院，他认为“孤往则精力分而收效浅，共作则菁华聚而成功多。且祖国教会聚金委办教育事业，当化畛域而屈群策，以最少经费谋最大功效，不然，则获罪于天矣！”。1906年，益智书院的高年级并入基督书院，1907年，两书院合并为宏育书院（The Union Christian College），美在中为院长，文怀恩副之。美在中接着与汇文商量合并，“屡言于美以美会诸要人”，得其同意，但因为汇文院长师图尔坚持独立经营，“彼此初甚龃龉”:9-10:5-6。
包文继任汇文书院院长后，形势大变。包文认为，“中国之困亟矣，非以教育新民智不足以自拯救，而教育之宗旨宜纯正，规模宜远大，组织设备宜健全完善，然后始可以言得人才为社会用，今南京一隅设三校，其政不相谋，课程多重复，且为经费限不得备其设施，势必至于因循苟且，徒劳而无功”。包文严厉地指责三校分立的情况，说“吾不知其何益于中国，其亦大背吾人办学之旨矣”:14-15。文与美在中意见一致，合并工作顺利发展。1910年，宏育书院并入汇文书院，成立金陵大学堂（The University of Nanking)，美以美会、基督会、北长老会于纽约成立托事部，并于南京成立校董会:8。包文为学堂监督，文怀恩副之，美在中为大学圣经部主任兼附设中学校长。中学设于宏育书院校址，更名为金陵大学附属中学（University of Nanking Middle School），简称金大附中:9-10。

### 金大附中时期（1910年－1951年）

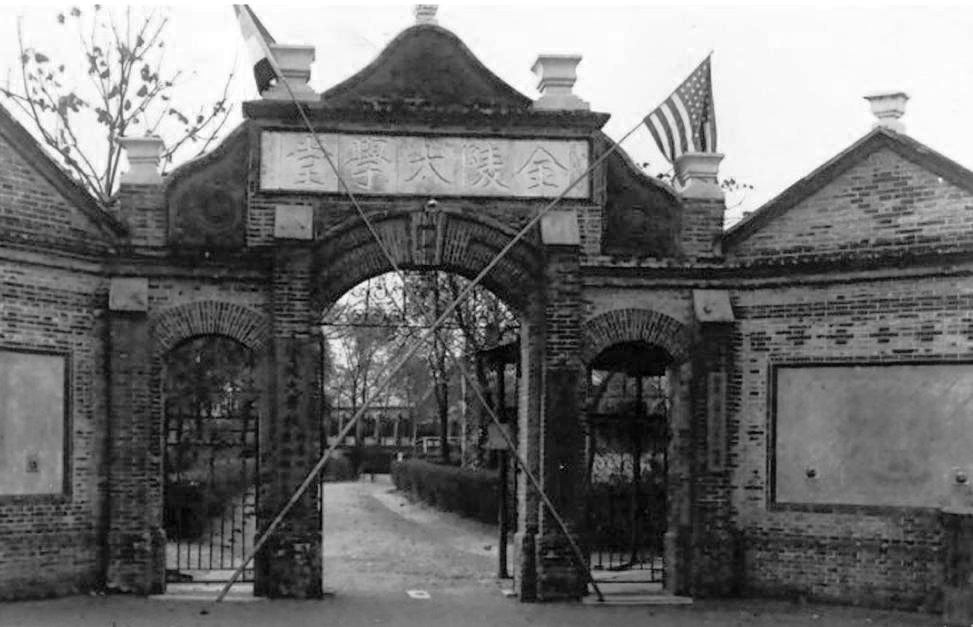
20世纪10年代初的金陵大学校门，门前悬挂五色旗和美国国旗

1910年金陵大学附属中学校园全景

#### 民国初期的发展
中华民国成立后，教育部发布了壬子癸丑学制，按照要求，金大附中改名为金陵中学校。中学开办初期，毕业证书由大学堂校长和附中主任共同签发，首任主任为威尔逊。1917年，校董会调整体制，中学设校长，仍由威尔逊担任，下设教务、斋务两处，并迁回干河沿。西课楼悬匾额“博文约礼”，纪念包文；东课楼悬匾额“教泽宏施”，纪念文怀恩:23-24。1921年，金陵大学迁入鼓楼新校区，留下很多理化实验仪器，汇文书院钟楼、东课楼、礼拜堂、口子楼等原建筑群交由金陵中学使用至今:33-36。
受五四运动影响，1922年-1927年，中国爆发了一场非基督教运动及由此引发的收回教育权运动，使在华基督教势力受到严重挑战。金大附中在收回教育权运动中没有受到大规模直接的冲击，但宗教活动渐渐地只能在凌晨或黑夜进行，参加礼拜的人数不及过去的1/10。在运动的影响下，金大附中的外籍教职员纷纷离校回国，1924年，威尔逊校长去职，教务主任刘镜澄任代理校长，教职员多由华人担任。1925年，北洋政府教育部颁布《外人捐资设立学校请求认可办法》后，准予金中立案:25-27。
1927年3月23日，北伐军占领南京後，直鲁军败退之际，“南京完全是一种紊乱状态，北军毫无约束，总是离间革命军同外人感情，作国民运动的仇敌”。“城内地痞勾结敌人余孽，乘机蠢动，打家劫舍，全城恐慌，并及外侨”，各外侨有不同程度伤亡:28。英美军队随即进行报复，发炮百余，并以机关炮射击，南京城内死伤颇重。金大附中损失严重，西籍职员纷纷逃离，或去上海，或径回国；战乱中学校停课，学生离校回家。1927年4月，蒋介石成立南京国民政府，开始加大对教会学校的限制和收回教育权的力度。12月，大学院公布《私立中等学校及小学立案条例》，规定教会学校必须由中国人担任校长。1927年11月，经金大校董会决议，金大教授刘靖夫兼任金中第一位华人校长:10，工资每月210元。1928年春，学校颁布《日常生活规律》，同年秋又制定《金陵中学学生须知》，通过改革减弱了宗教色彩:27-29。
金大附中学制初为4年，五四运动后增设选修科，1921年学制改为5年，1922年在壬戌学制规定下，改为6年，并分初中和高中。1923年后，文理分科，英文、国文、数学三科并重，理科分为物理和化学，宗教为选修科，教材除国文、史地外均采用英文教材。1922年-1924年间还办有商科。由于求读者甚多，1922年后开始进行入学考试:29-30。
在教育界倡导下，学生自治会和国际童子军组织传入中国，金中于20年代开始有学生自治会和童子军，童子军的指导员是毕范宇（Frank Wilson Price）。另一学生团体是查经班，学校规定每天清晨课前所有学生做礼拜，晚间读经。周末可自由前往小礼堂参加礼拜，后因参加者极少而取消:32-33。学生积极参加爱国运动，五四运动时，学生上街游行，学校成为中学学生运动的据点，军警不敢闯入；五卅运动爆发后，金大附中与东大附中率先罢课，通电全国，抗议帝国主义暴行:37。

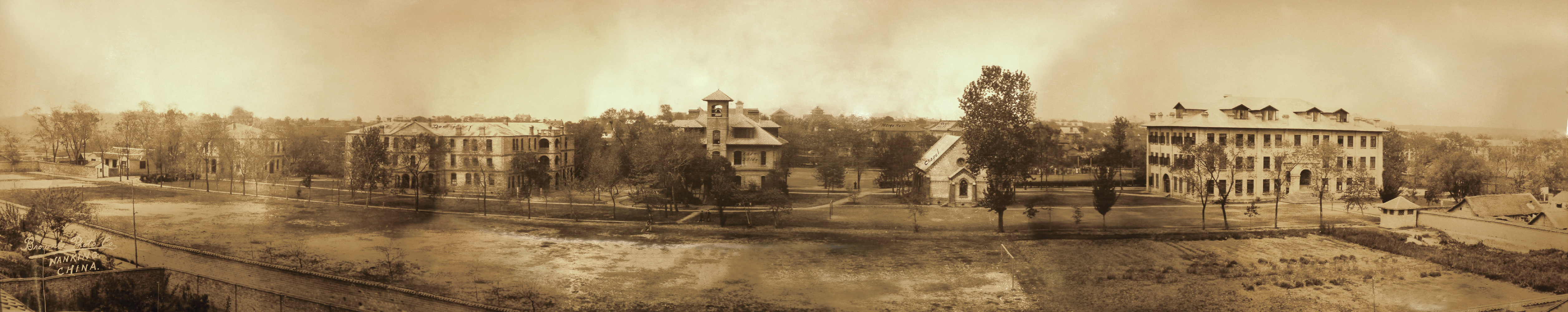
1925年-1926年期间的金陵大学附属中学全景（美国耶鲁大学神学院图书馆资料）

#### 国民政府前期的发展

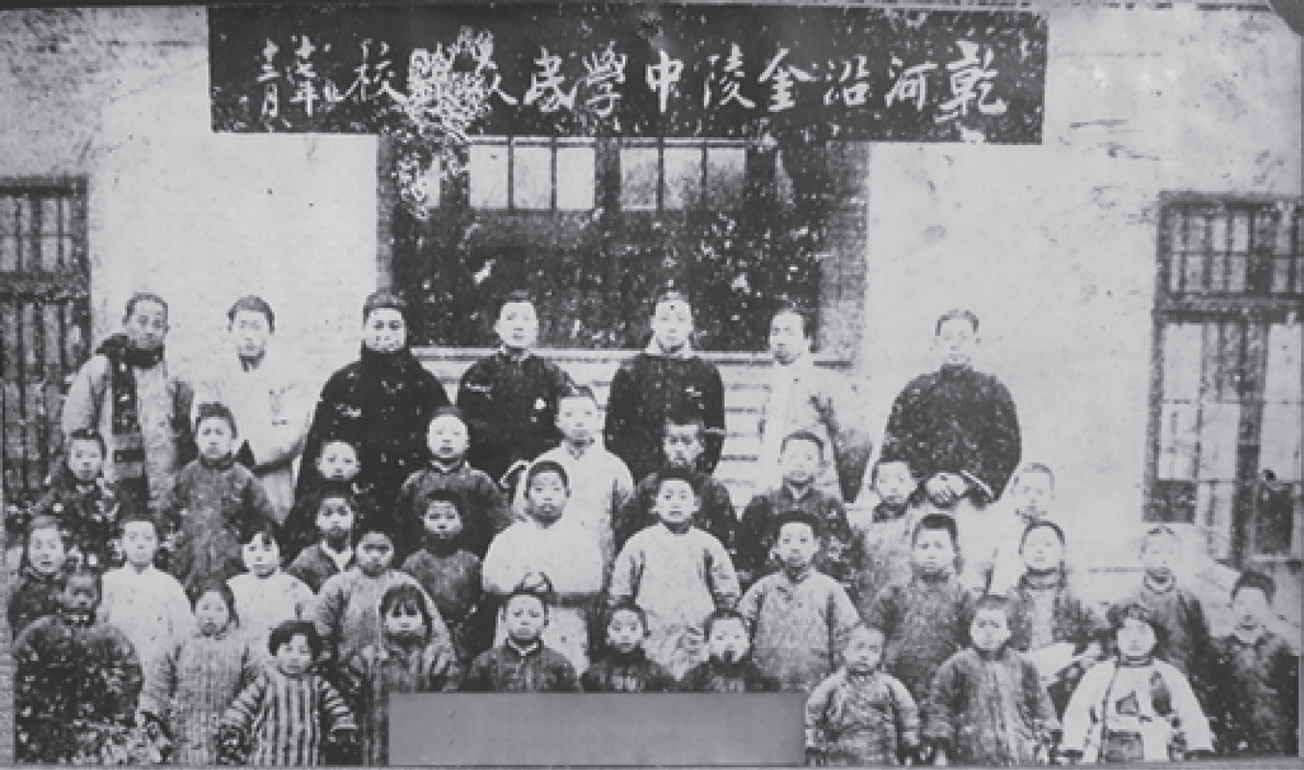
1928年金陵大学附属中学民众合影

金陵大学附属中学教师在课间休息

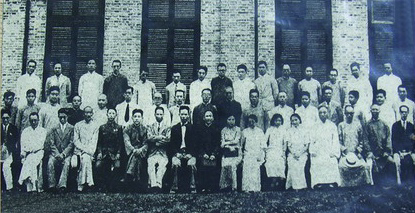
金陵大学附属中学部分教师合影

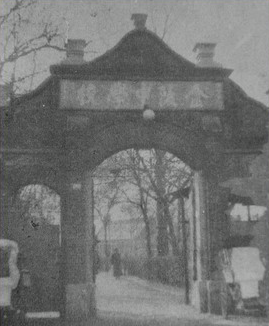
1937年金陵大学附属中学校门

1927年，国民政府成立后，民国教育稳步发展，教育投入逐年增加。1928年，南京市教育局决定发展私立中学，弥补市立中学的不足。在此背景下，金陵大学附属中学稳步发展，并于1933年改称私立金陵大学附属中学。1929年，刘靖夫辞职，耶鲁大学博士张坊继任校长，就职时即表明以人为本的办学理念:16-17，之后着重调整行政机构各部门人选，完善了组织系统。在金大校长陈裕光的支持下，张坊引进了全国各地的优秀教师，重金聘任多名专家学者及大学教授来校执教，中国教师逐渐取代外籍教师。名流教授云集附中，毕业生成为各大学竞相录取的对象，一时有“南金中，北南开”之誉。教师和学生数量逐年增加，至1937年，已有教师52人，在校生800人和毕业生4320人。为了弥补理科的不足，学校从美国进口了大量实验设备，建成了多个实验室:39-44。
金大附中以高门槛和高淘汰率著称，1928年初中录取率为38.38%，高中录取率为45.8%。1931年，金大附中将学制由五年改为六年，初高中三三分段。1932年应教育部规定，将学分制改为学时制，并逐渐使用教育部部颁教材。学校执行升留级制度和成绩考核十分严格，有上课时的小考、每月月考和期末大考。高中毕业生成绩2.5以上者，可免试升入金陵大学，院系任选:45-47。学校重视英语教学和体育教学，社会上流传着“学英文，进金陵”的说法，学校有下午四点后进行体育活动的校规，校足球队有“江南劲旅”的称号，篮球、排球、田径比赛也多次获得冠军:50-53。学校设训育处和宗教委员会，分别管理训育事务和宗教活动:47-50。1933年，课外生活委员会鉴于学生众多，成立了中文演讲学会等23个研究会:52。
九一八事变爆发后，全校师生参加抵制日货的活动，后汇集国民政府门前要求政府坚决抗日，同时举行足球义赛，发起救国募捐大会，支援前线将士。1935年，北方学生发起一二·九运动，得到了金中学生的支持和响应。七七事变后，全校学生成立反日救国会，一方面上街募捐，另一方面准备投笔从戎:55-59。
受《金陵光》影响，1929年，学校成立了校刊社，出版了《金中校刊》，为综合性刊物，作者和读者均为本校师生，图文并茂，至1937年共出版十三期。此外还有《金中周刊》、《金涪社社刊》、《金陵风》等刊物:59-65。图书馆最初与金大图书馆合馆存在，1910年创馆，1917年于青年会楼设立中学分馆，1932年中学分馆全年借出图书七千多册:65-70。

#### 西迁办学

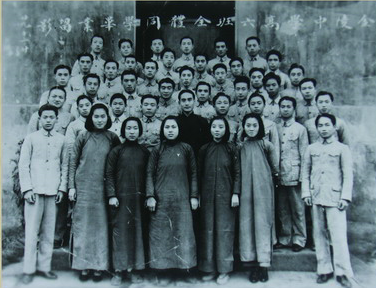
1940年6月万县金大附中高六班全体同学毕业合影

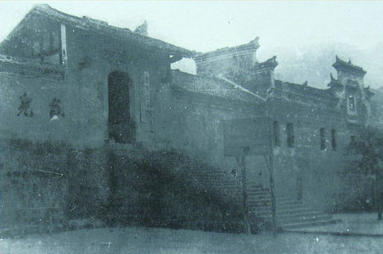
1938年万县金大附中校门

1937年抗日战争爆发。8月13日，国民政府统治的核心地带上海发生战争，南京受到很大的震动。开始，因为美国在中国有治外法权，一些西方人士对迁校无所谓。他们认为，即使日本打到南京，金大仍有美国大使馆保护。1937年10月4日，金大附中按时在南京开学。但开学20多天后，局势严重恶化，只得通知闭校停课。1937年11月，金大附中西迁奉命随金大师生一起西迁。金大校长陈裕光委托大学一年级学生张廉寻找校址，张廉于万县沙河子镇杨家花园找到校舍，但因地方太小，决定让给附中。
1937年12月，张坊校长带领十多名教员赶至杨家花园继续办学。杨家花园位于沙河岸边半山腰，原为杨姓豪富的私人花园，面积较大，房舍较多，因家道中衰为万县县政府购得，作为万县孤儿院的劳动工厂。金陵中学来后，经修缮以三分之二为校舍。此后，在食堂上面盖楼作为男生宿舍，把浴室附近的凉亭装上木板墙壁作为图书室，并向家长募集了大批图书。校门上起初挂着“金陵大学”校牌，至1944年才换成“金陵大学附属中学”校牌:72。1938年3月，金大附中在万县正式开学，共有学生553人，教职员25人。金大附中在南京时只招男生，但迁万县后首招女生，男女合校。1938年2月至1946年2月间，毕业学生共1300人:72-75。
抗战时期条件艰苦，上课和休息时常有日军空袭，日用物品匮乏，照明凭借油灯，物价波动使伙食无法改善。校舍简陋，设备残旧，经费短缺，太平洋战争后海外捐款断绝，学校不得不发动学生和校友捐粮捐款。但学校在教学方面仍要求严格，课外活动活跃，文艺社团众多，学生自排自演的反战歌剧《秋子》轰动了万县，毕业文艺晚会上自导自演的话剧《雷雨》取得了良好效果:82-83，足球队多次获万县冠军。学校还新聘了多名教师任教:77-78。1938年，中国共产党在学校成立地下组织，1941年，国民党掀起反共高潮，地下党员均离开了学校:82-83。
1941年春，学校为解决金大教职员子女入学问题，在四川成都筹建设驻蓉分班，并于暑假向四川教育厅备案。1941年9月在金大农学院明德楼开学，学生共40名，仅限金大教职员子女，教学任务均由家长分担，也有部分金大学生兼课。开办后，知名度急剧上升，其它大学的教职员、上海的巨商及国民党高层人士均要求将子女送入就学，至1945年，已有学生177人。1941年至1946年间，入学学生共计370人，返宁后，未毕业的男女生分别转入金大附中和中华女中:79-80。

#### 留京护校

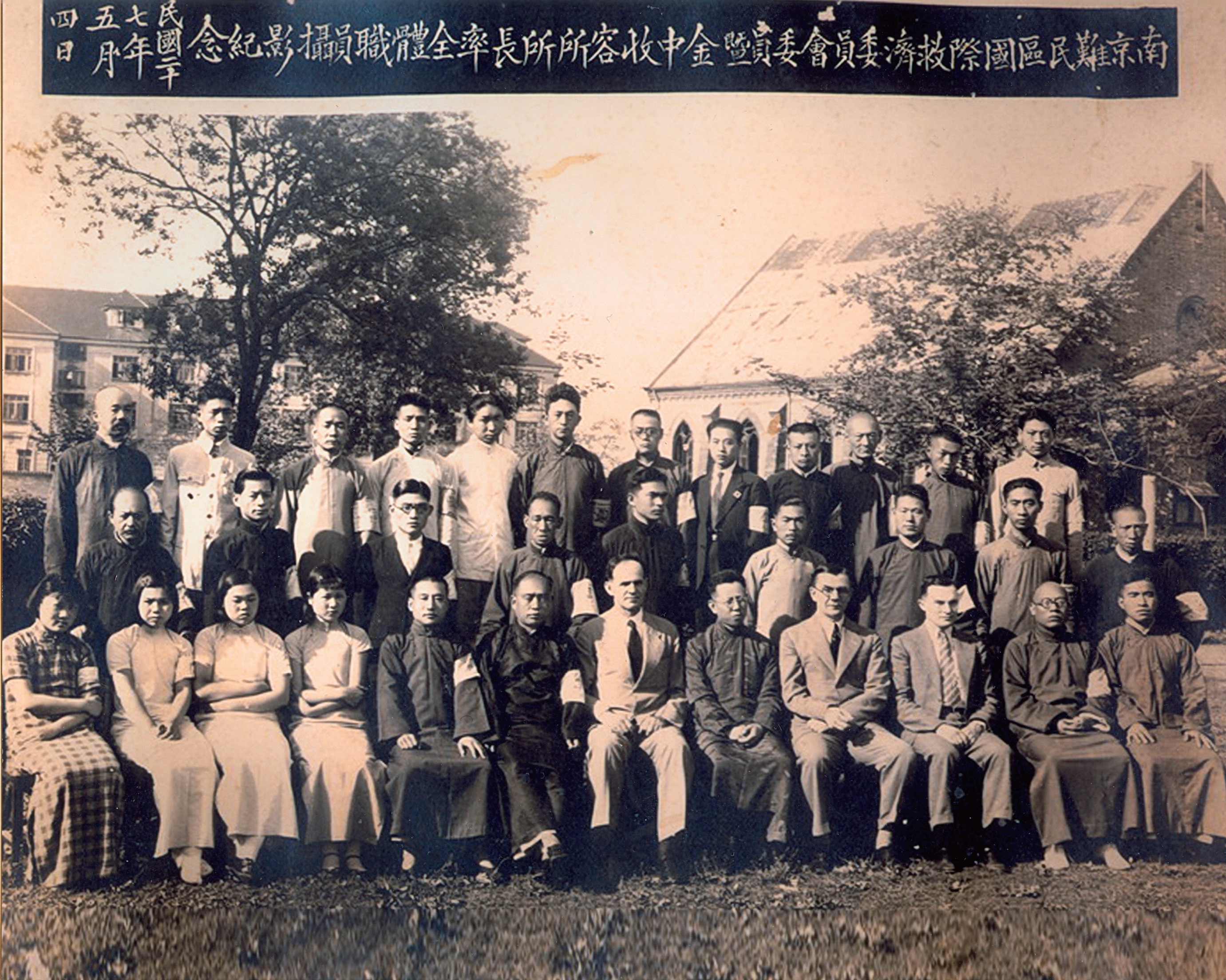
1938年4月，南京难民区国际救济委员会暨金中难民收容所全体职员合影。其中第一排从左至右：第3位是徐淑珍、第4位是徐淑德、第6位是姜正云、第7位是约翰·马吉、第9位是贝德士、第10位是斯密士、第11位是许传音

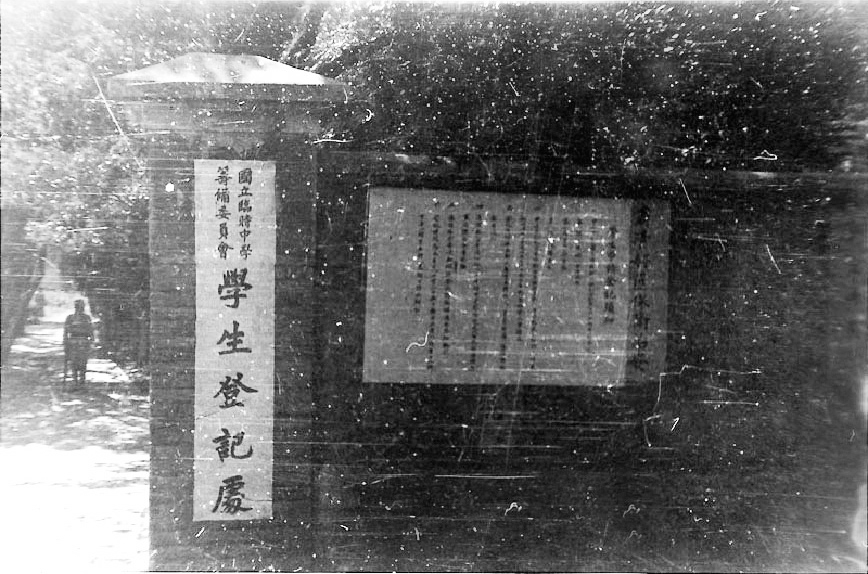
1938年在金陵大学内设立临时大学，在金陵中学内设立临时中学，图为1938年金陵中学内临时中学筹备委员会学生登记处招牌

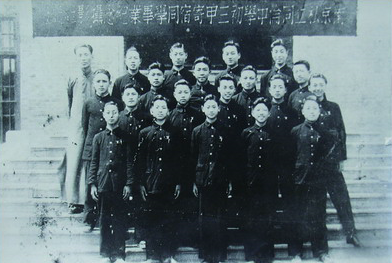
1943年前后同伦中学高三甲班

1937年11月，金大董事会董事长杭立武提议设立南京安全区，并邀请20人成立南京安全区国际委员会，并于安全区内成立了国际红十字会南京委员会。难民区于1937年11月17日成立后，21日正式征得当局同意，次日去电征求日方意见，将安全区范围设定为东面以中山路北段从新街口到山西路广场为界，北面以山西路广场向南到汉口路交界，又向东南成直线到上海路与汉口路交界处为界，南面以汉中路与上海路交界处到原起点的新街口为界，金大校本部、图书馆、金女大大院、附属中学悉在其内:84-85。金中难民收容所内有医务所、救护队、消防队、检查组、校园内收货点和中心厨房，所长为姜云兴。难民分40个小组，禁止自行离开收容所，至1938年初，钟楼、口子楼、操场等地均挤满了难民。收容所先后救助了夏淑琴等1.5万名难民，是救助人数最多的难民所之一:86。日军起初没有骚扰难民区，但后来仍端刺刀在校园内搜索。1938年1月，日军强迫安全区内的难民回家，2月，国际委员会被迫改名“南京国际救济委员会”，5月又改名为“南京难民区国际救济委员会”，“金中难民所”为其下属单位:88-89。
金大附中西迁前，金大校长陈裕光委托美籍教授贝德士、史迈士、林查理及中国籍教师陈嵘、齐兆昌留守南京，组成“金陵大学留京护校委员会”。南京沦陷后，陈嵘与贝德士与日方交涉，成立“金大难民自修团”，利用金大宿舍办中学。1939年秋季，金大校友刘宗基、庄允和、王文湛等人在“留守委员会”的支持下，在金陵大学开办金陵补习学校，陈嵘任校长，贝德士任名誉校长。1940年下半年，金陵补习学校定名为鼓楼中学，贝德士任校长，刘宗基任教务主任，庄允和任训育主任，1941年，学生由200人增至300人。1941年珍珠港事件后，美日关系恶化，12月7日清晨，日军强占金陵大学校园，并指示汪精卫政权开设中央大学，鼓楼中学失去办学场所，被迫停办。在陈嵘、齐兆昌与日军交涉后，南京特别市政府在金陵中学校址设立私立同伦中学，专收男生，并附属日语专修学校，开设日语课程。校长由日军南京特务机关原田熊吉兼任，陈嵘任“校长极取”（代理校长）。齐兆昌任总务主任，荟田任副主任。泻泽任教务主任。1943年下半年，原田熊吉离开南京，褚民谊担任同伦中学董事会董事长。1945年秋，日本宣布无条件投降后，陈嵘立即提交《呈為呈報複校經過仰祈准予備案》，同伦中学恢复名称为南京金陵中学，陈嵘任校长:89-93。

#### 战后回迁

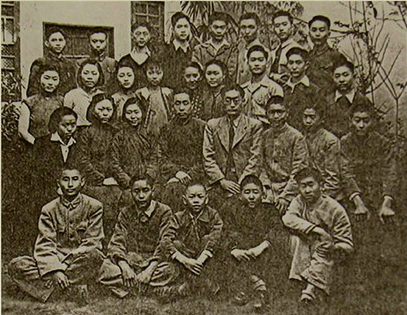
1946年万县金大附中驻蓉分班返宁前合影

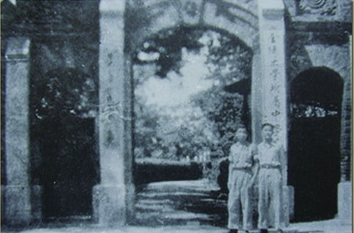
1950年金陵大学附属中学校门，校名由宋家祺老师填写

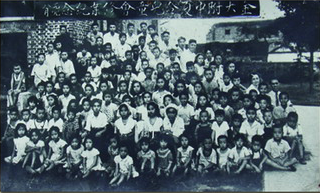
1949年8月金陵大学附属中学夏令儿童会修业纪念

1945年8月，金中在万县成立复校委员会。1946年9月，万县金中及其驻蓉分班迁回南京，与南京金陵中学合并，恢复校名为金陵大学附属中学，校长仍为张坊博士。金中在四川的校产留给川东中学，驻蓉分班校舍校具转让给华西大学教育系。由于学校声誉较高，学生人数不断增长，至1947年已达1509人:102-105。金中一时间充满的希望，但这希望很快被“国统区”迅速恶化的政治、经济、军事形势所打破。1948年，在恶性通货膨胀的噩梦的困扰下，金大和金大附中迎来了60周年校庆，从1948年11月11日延续到14日。校庆盛况空前，但一片热闹之中，“隐忧”挥之不去。校庆本来邀请17家报社、新闻社，希望共襄盛举，但签到者仅7家，使校庆报道冷场不少:105-106。
随着时局剧变，1946年，高二学生刘锐芳加入了中国共产党，并组织成立了全校学生自治会。1947年，金中学生参加了五二零运动，并组织成立“金中学生慰问‘五·二〇’受难同学筹委会”。1947年10月和1948年2月，部分学生因反对增加学杂费而发动罢课和罢考，为首者被开除和勒令退学，并加入了中国共产党:107-108。
1948年底到1949年初，人民解放军已在辽沈、平津、淮海三大战役中取得了决定性胜利，长江以北的国民党军退据江南，南京处于人民解放军直接威逼之下，形势顿时紧张，在政府机关纷纷疏散的情况下，一些大专院校也接到了准备南迁的命令。一时在南京各学校中，迁校与反迁校的斗争空前激烈起来。最终，金陵大学校长陈裕光、金陵女子文理学院校长吴贻芳拒绝中華民國政府迁校台湾的建议，金陵大学附属中学和金陵女子文理学院附中遂留南京:109-110。
1950年，张坊辞去校长职务并迁离学校，王佐周代理校长，刘镜澄任副校长。此时，全校教职工共60人:111。

### 金女大附中（1924年－1950年）
1911年冬至1912年冬，美国八个教会组织所办的女子中学校长在上海召开会议，决定在长江流域开设女子大学。1913年，校董会决定将校址设于南京，定名为“扬子江流域妇女联合大学”，德本康任首任校长。1914年，教会行政管理委员会定名为“金陵女子大学”，1915年正式开学。1924年，金女大教育系主任魏特琳通过募捐，在金女大附近东洼地买地建教室，创办了金陵女子大学附属实验中学（Practice School）。建校初期，由于经费不足，每年仅招初中一个班，学生30人。1932年，宋霭龄、宋庆龄、宋美龄三人为纪念其母亲倪桂珍，捐赠附中宿舍一栋，1933年4月落成，容纳学生70人。随着宿舍的建成，金女大向南京市政府社会局申请立案，校名改为金陵女子文理学院附属高级中学，简称金女院附中:114-120。
1938年，在日政府要求下，金女大附中更名为金女大服务部实验科，并于9月正式开课。1940年5月，魏特琳因患抑郁症离开南京，孙宝华继续负责实验中学的工作，并于1941年12月由邬静怡接任校长。1942年6月，日军占领校园作为卫戍司令部，将其变为军营，邬静怡等人被逐出学校。1945年8月，邬静怡查看校产情况后，组成金陵女子文理学院复校委员会，决定立即开办女子中学，9月底，金陵女子文理学院实验女中继续办学。1946年9月，金陵女子文理学院迁回南京复校，实验女中恢复金陵女子文理学院附属中学原名，坐落于金陵女子文理学院校园东南角，教学楼又称“华群堂”。陈玉珍任校长:126-142。
1949年后，金女大附中部分师生南迁台湾，后金陵女子中学在台北于1956年11月5日复校，成立新北市私立金陵女子高级中学:142-144。

### 南京市第十中学时期（1951年－1988年）

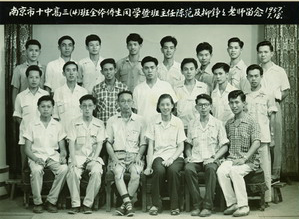
南京市第十中学1957届高三（4）班侨生合影

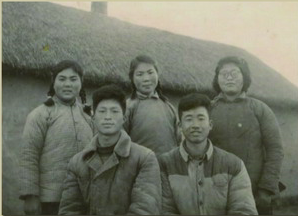
1964年南京市第十中学高中毕业生张笑波、戚越人、仲兴夏、吴怀基弃考务农插队马坝合影

#### 成立初期
朝鲜战争爆发后，1950年12月，美国宣布冻结中国在美资金，金中经济来源面临断绝危险。12月29日，政务院通过《关于处理接受美国津贴的文化教育救济机关及宗教团体的方针的决定》，提出消灭美帝国主义影响，使现有接受美国津贴的文化教育救济机关及宗教团体实行完全自办。1951年，教育部召开处理接受外国津贴高等学校会议，教育部部长马叙伦重申不允许外国人在中国办学校的方针，并要“集中火力，肃清美帝文化侵略的影响，夺取美帝在中国的文化侵略阵地。”1951年5月，金陵大学和金陵女子文理学院合并，规定金大附中、金女院附属女中两个附属机构，也将脱离金大自行独立或由政府接受与其他学校合并办理。随后，金陵大学附属中学与金陵女子文理学院附属中学合并，改名为南京市第十中学。首任校长为金女院工会主席刘开荣，1952年下半学期调南京师范学院中文系去职:145-146。
1953年，学校执行华东局颁发的“教学工作是学校压倒一切的中心工作”，采取行动提高教学质量。1952年-1966年学校共培养华侨学生400余名，学校成立了华侨学生生活委员会，专司华侨学生的生活管理工作。1956年，南京市教育局确立南京市第十中学为南京市重点中学。1958年被评为“体育红旗学校”。1960年，南京市第十中学被确立为实行五年制教改试点学校之一。1961年，南京市教育局继续确立南京市第十中学为南京市重点中学:149-154。1957年5月，在中共中央指示下，学校开展整风运动，开展大鸣、大放、大辩论，五名教师被划为右派。1958年2月，学校掀起学农支农、勤工俭学、大炼钢铁的活动，6月一周内砌起36个炼钢炉，7月各班又砌了炼铁炉，1959年2月方进行纠正，恢复教育秩序:156-158。

#### 文化大革命时期
1966年5月，全校有组织地声讨“三家村”，揭开了文化大革命的序幕。6月8日，高二一学生贴大字报揭发市、校领导的问题，引发各种揭发问题的大字报铺天盖地而来。8月，十中成立红卫兵组织，学生成为运动的主力。6月15日，中共南京市委派工作组进驻学校，领导学校“文化大革命”，学校文革小组要求学生至马群公社的生产大队参加劳动。学校行政机构和党组织基本瘫痪，教学完全停止，连续两年未招新生。1967年10月，解放军支左部队进驻学校，帮助学生搞军训、大联合、复课闹革命。1968年12月，南京市革命委员会决定，十中由曙光机械厂接办，先后动员初高中毕业生1424名上山下乡，去农村、边疆落户，插队插场劳动，1966年-1968年的老三届学生，几乎全部上山下乡。1968年9月，高中恢复招生，所招学生全部到江宁县上峰公社办学。同时，学校迁到龙潭煤矿办学，11月学生毕业。1970年5月，又在南京东郊青龙山煤矿办学一期。:164-170。
1972年5月，原校长李志中恢复工作，任革委会副主任。9月，学校以校办工厂为基地举办半工半读班。1973年10月，组织高二师生至句容县南京师范学院农场开门办学。从1968年至1976年，学校虽已恢复招生，但秩序混乱，教师数量不足。以“掺沙子”名义选用参加教学工作的工农兵文化程度较低，教学水平低下，贻误了学生的学习:170-172。
1970年12月，埃德加·斯诺及夫人到中国访问期间，为了解中国的教育情况，参观了南京十中:172-173。

#### 改革开放后
文化大革命结束后，学校对文革中的冤假错案予以平反。1978年，学校被重新确定为南京市重点中学，并被确定为首批江苏省重点中学。在恢复正常教学秩序的基础上，学校开展教学研究和教学改革，并进行课程改革，开展第二课堂活动。1987年，查予涵获国际中学生奥林匹克数学竞赛银牌，是中国首批获奖者之一:174-182。
这一时期，学校新建了汇文楼、行知楼、东课楼、口子楼等建筑，扩建了图书馆，维修了钟楼和操场:184。

### 南京市金陵中学时期（1988年至今）

#### 金陵中学初期

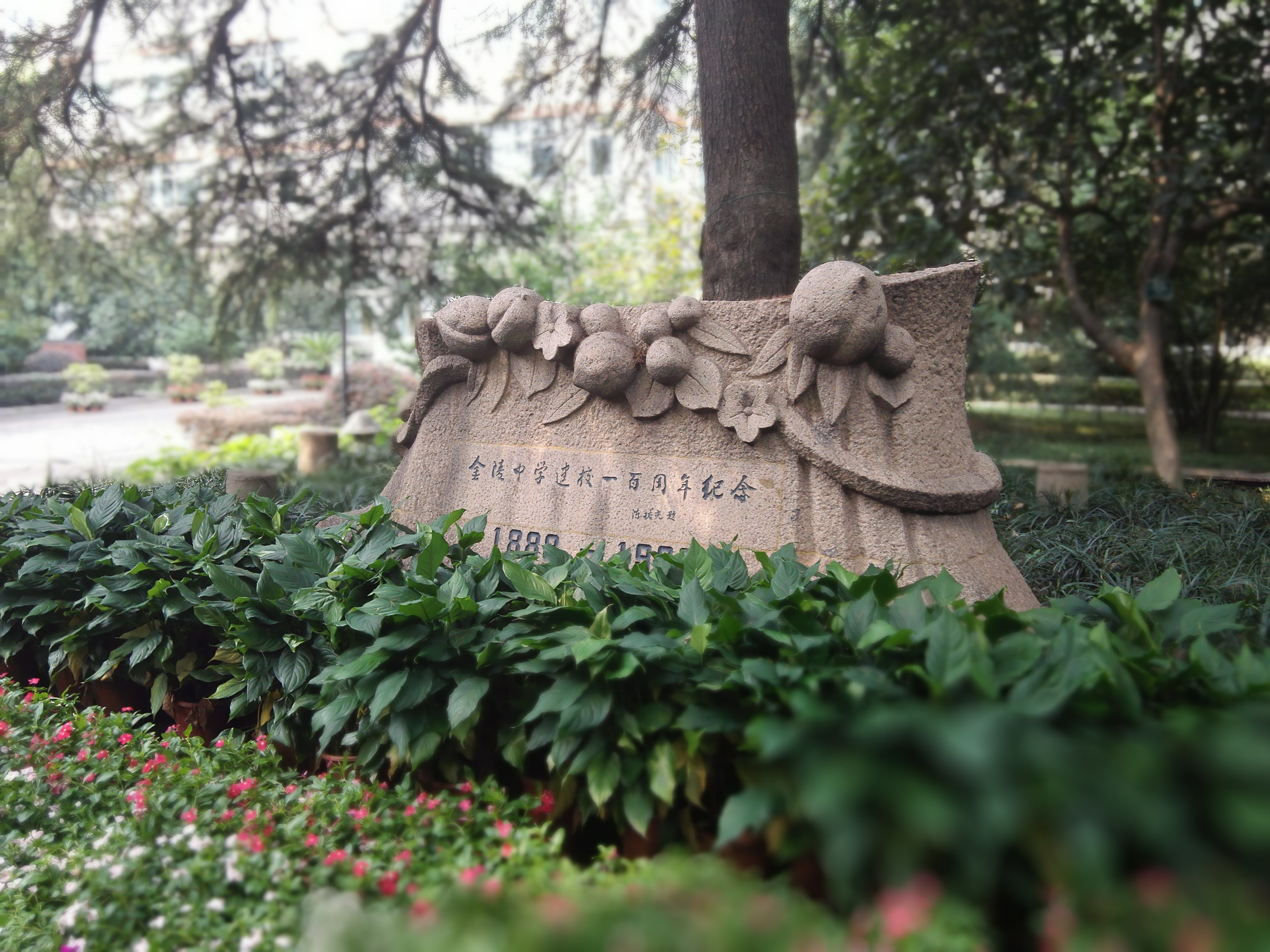
建校一百周年纪念碑

1988年5月，经南京市人民政府批准，学校由南京市第十中学更名为南京市金陵中学。杨祖恒校长邀请著名书法家、全国政协副主席赵朴初先生题写了校牌，同时聘请了陈裕光先生为名誉校长。1988年10月6日，金陵中学举办了隆重的100周年校庆，钟楼的大钟敲响了100响。学校树立了“建校100周年纪念碑”:186-187。
1996年10月，金陵中学在初步建立起教学体系的基础上，制订了《以学分为制约和激励机制的高中全面素质教育改革方案》，引进了学分制，试图探索一条高中素质教育全面探索的改革之路。1997年，金陵中学开始开设高中、初中实验班。1997年3月，完成国家级示范高中评估验收。学校还新建了曹隐云科学馆、行健楼、汇贤楼、汇智楼等建筑:189-205。
1998年，金陵中学与南京大学共同设立高中教改实验班，并在金陵中学挂牌南京大学实验中学。

#### 21世纪

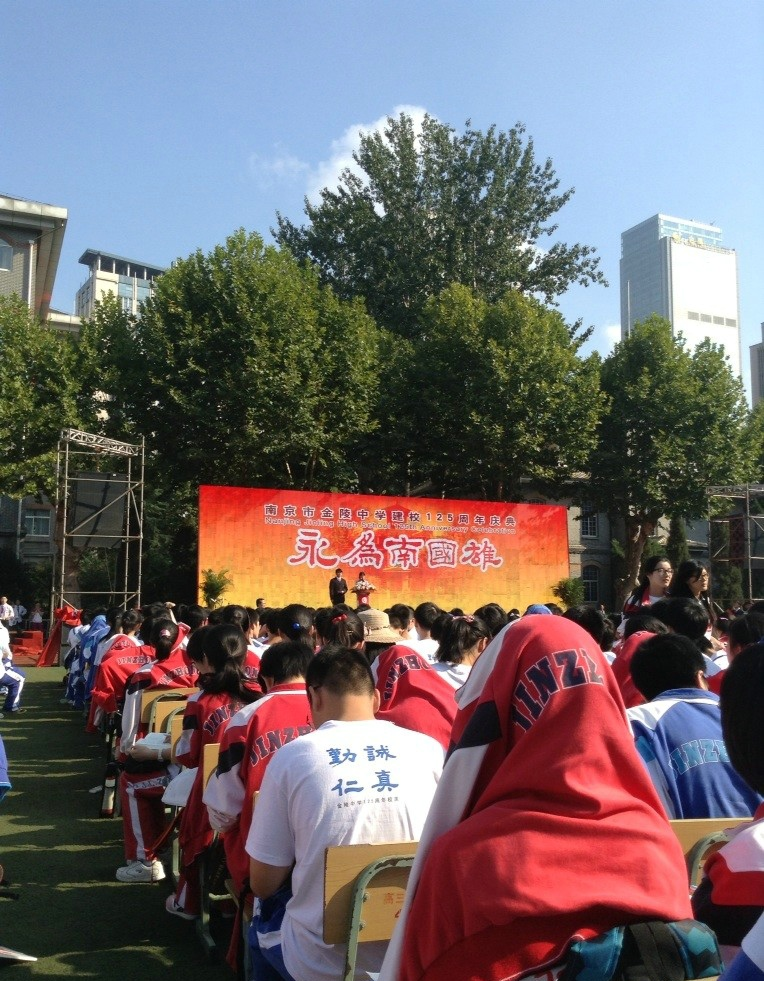
金陵中学125周年校庆现场

2000年，金陵中学被评为全国群众体育先进集体。2000年1月，金陵中学率先于全国在高一、高二年级开设研究性学习课程。2006年，学校取消初中部。2011年，金陵中学被南京市教育局确定为南京市首批高中多样化特色化建设工程“综合改革高中学校”。2011年8月，金陵中学被江苏省教育厅确定为首批“江苏省普通高中创新拔尖人才培养试点学校”和“以传感器为载体的物化课程基地”。
2002年11月，金陵中学与南京河西新城国资集团在奥体中心旁征地230亩，共同建设了金陵中学河西分校，2003年9月正式开学:231-232。李源潮参观学校时说“河西模式是一个很好的范例”，罗志军同志称赞学校为“南京教育的品牌，南京城市的品牌”。2008年9月，金陵中学与鼓楼区教育局、拉萨路小学投资1亿，联合创办的金陵汇文学校正式开学:232。该校拥有优秀先进的设备，幽雅的环境，尽职尽责的老师，是鼓楼区最大的初级中学。同年，金陵中学与南京市建邺区教育局创办了金陵中学实验小学:232，与南京实验国际学校联合创办了“金陵中学课程改革实验基地学校”:234。2012年3月，金陵中学与南京市栖霞区人民政府、南京市仙林大学城管委会、南京市教育局、南京大学联合创办的金陵中学仙林分校（小学部）正式招生开学。2014年9月，金陵中学仙林分校（初中部）、金陵中学岱山分校、金陵中学龙湖分校正式招生开学:233-235。
2003年115周年校庆时，学校将钟楼辟为校史馆:281。2008年120周年校庆时，学校举行了盛大的庆典:225-226。中华人民共和国教育部、中国教育学会、江苏省教育厅等教育部门，美国亚利桑那大学、香港理工大学、北京大学、清华大学等高校，江苏省委书记梁保华及金陵中学广大校友向金陵中学发来贺电。1957届高三（甲）班校友捐款树立了“抗日战争纪事碑”，学校还树立了校训石:283。2013年10月1日，社会各界来宾、众多校友、全体教职员工和学生欢聚金陵中学，热烈庆祝南京市金陵中学建校125周年。校友恽宗瀛先生参加了金陵中学校史馆开馆仪式暨恽宗瀛艺术馆开馆仪式，83届校友敬赠厉以宁手书的“初心”石昭示着百年金中与时俱进中不忘初心，永远焕发教育的生机与活力。2018年10月2日，举办了130周年校庆。
2019年11月6日，南京大学与南京市人民政府达成协议，共建南京大学金陵中学，双方将探索资优学生培养新模式。校长孙夕礼认为这是“难得的发展机遇”。2020年9月28日挂牌，取代原先的“南京大学实验中学”牌子。
2024年，加入“飞虎队友谊学校”。

## 现状

### 办学情况
学校设有高中39个班，国际部12个班。为了培养拔尖创新人才，2010年成立了“星光基地班”，提供优质学习资源:236-237。2008年成立的国际部包括剑桥班和中美班，剑桥班教授包括基础课程和A-Level课程，中美班由基础课程、加州大学洛杉矶分校大学学分课程、AP课程和语言课程构成:229，学校在2016年中国内地高中美国留学排行榜上位居第二十。
金陵中学有一批优良的师资队伍。截至2018年初，有专任教师219人，其中朱建廉等特级教师13人、正高级教师9人、江苏省“333工程”培养对象16人、市级学科带头人30人、南京市优秀青年教师38人，硕士学历以上教师占32.4%。同时，外聘在宁教授、博导、院士担任兼职教师，物理学家杨振宁和冯达旋曾被聘为金陵中学校长顾问。2015年12月，学校创建“名师工作室”:250-252。
学校为南京市星光计划基地示范校，建设了机器人工作室、STEM工作室和创客空间。五大学科竞赛位居南京市前列:254。学校有“全国体育红旗学校”、“全国群众体育先进集体”、“全国青少年校园足球特色学校”等头衔，学校女子篮球队曾获亚洲冠军、全国冠军，女子排球队曾获全国季军:265-268。此外，学校先后被评为为江苏省重点中学、江苏省模范学校、江苏省德育先进学校、国家级示范高中、江苏省首批创新拔尖人才培养试点学校、全国中小学现代教育技术实验学校、江苏省依法治校示范校:206。

### 教育集团
自2002年创办河西分校起，金陵中学教育集团成员校的数量不断增多，至今已有金陵中学河西分校、金陵汇文学校、金陵中学实验小学、金陵中学高新分校、金陵中学仙林分校、金陵中学龙湖分校、金陵中学岱山分校、金陵中学高新分校、金陵中学溧水分校、金陵中学江浦分校、金陵中学雨花分校等多所分校。
| 学校名称                     | 学校性质 | 学校性质 | 学校性质 | 负责人        | 地址                                  | 建立时间 （合作办学时间）         | 合办单位                                                             |
| 学校名称                     | 小学     | 初中     | 高中     | 负责人        | 地址                                  | 建立时间 （合作办学时间）         | 合办单位                                                             |
| ---------------------------- | -------- | -------- | -------- | ------------- | ------------------------------------- | --------------------------------- | -------------------------------------------------------------------- |
| 金陵中学河西分校             | 民办     | 民办     | 民办     | 穆耕森        | 南京市建邺区梦都大街60号:231-232      | 2003年秋                          | 南京市河西新城国资集团                                               |
| 金陵汇文学校                 | 公办     | 公办     |          | 王太世        | 南京市鼓楼区清江路19号:232            | 2008年秋                          | 南京市鼓楼区教育局、拉萨路小学                                       |
| 金陵中学实验小学             | 公办     |          |          |               | 南京市建邺区松花江西街6号:232         | 2008年秋                          | 南京市建邺区教育局                                                   |
| 金陵中学高新分校（牌子）     |          | 公办     | 公办     | 程军          | 南京市高新区高新路10号:234            | 2008年秋                          | 南京晓庄实验学校                                                     |
| 金陵中学仙林分校             | 公办     | 公办     |          | 林慧敏 夏广平 | 南京市栖霞区仙林大道188号:233         | 小学部：2012年秋 初中部：2014年秋 | 南京市栖霞区人民政府、南京市仙林大学城管委会、南京市教育局、南京大学 |
| 金陵中学龙湖分校             | 公办     | 公办     |          | 王鼎宏        | 南京市六合区华欧大道1号:234           | 2014年秋                          | 南京市六合区教育局                                                   |
| 金陵中学岱山分校             |          | 公办     |          | 王敬怀        | 南京市雨花台区岱山新城梅山村路1号:233 | 2014年秋                          | 南京市雨花台区教育局                                                 |
| 金陵中学西善分校             |          | 公办     |          |               | 南京市雨花台区金家庄18号              | 2014年秋                          | 南京市西善桥中学                                                     |
| 金陵中学溧水分校             |          | 公办     |          |               | 南京市溧水区中兴西路99号              | 2017年秋                          | 溧水区                                                               |
| 金陵中学浦口分校             |          | 公办     |          |               |                                       | 2018年秋                          | 浦口实验中学                                                         |
| 金陵中学雨花分校             |          | 公办     |          |               |                                       | 筹建中                            | 雨花台区                                                             |
| 金陵中学汇文女子高中（牌子） |          |          | 公办     | 夏广平        | 南京市中山路178号                     | 2020年                            | 南京市人民中学                                                       |
| 金陵中学附属初级中学         |          | 公办     |          | 穆耕森        | 南京市建邺区绿水街39号                | 2022年                            | 建邺区、金陵中学河西分校                                             |

## 校园环境

### 主校区（新街口校区）

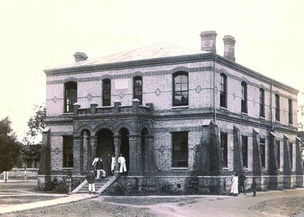
汇文书院青年会图书馆，摄于清末

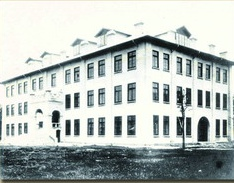
汇文书院东课楼，摄于清末

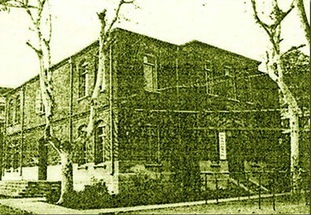
汇文书院西课楼，摄于清末

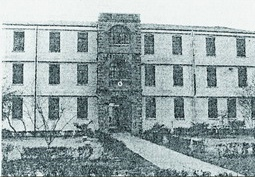
汇文书院口子楼，摄于清末

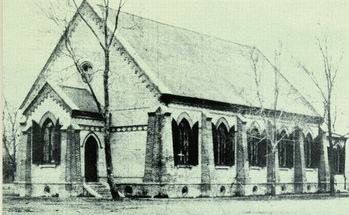
汇文书院礼拜堂，摄于清末

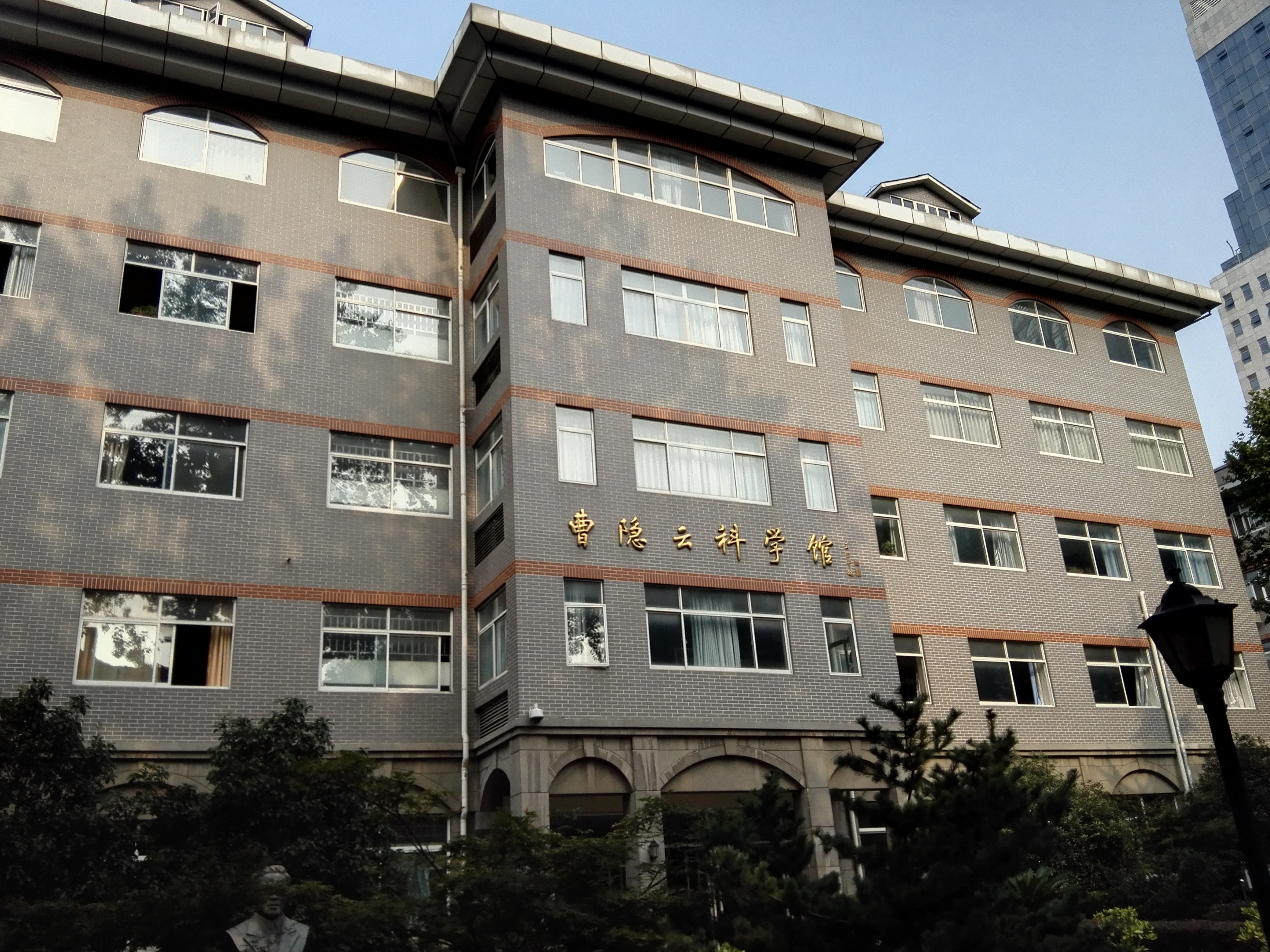
曹隐云科学馆，为曹文锦纪念其父而捐资修建

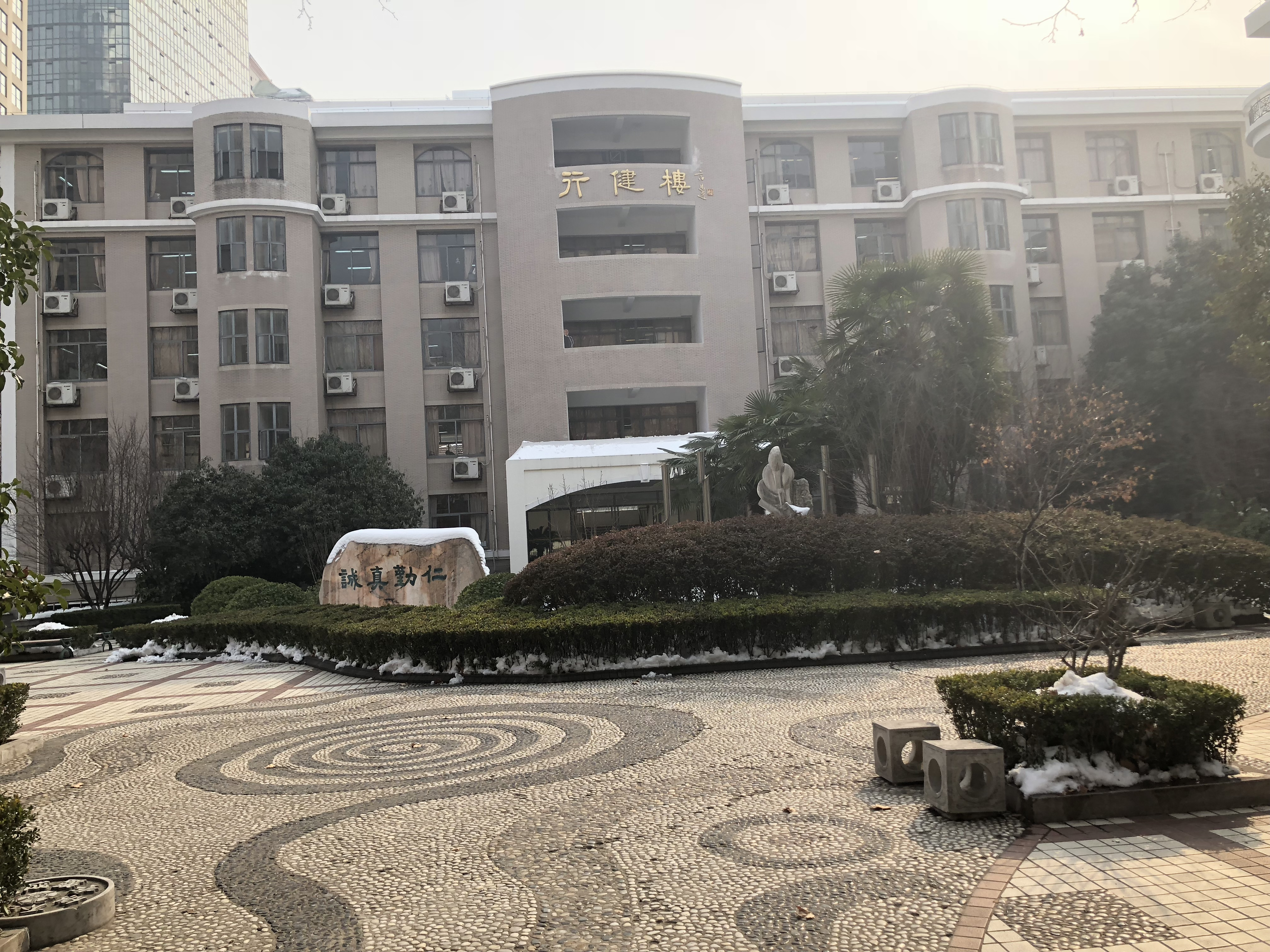
行健楼，与校友高行健同名

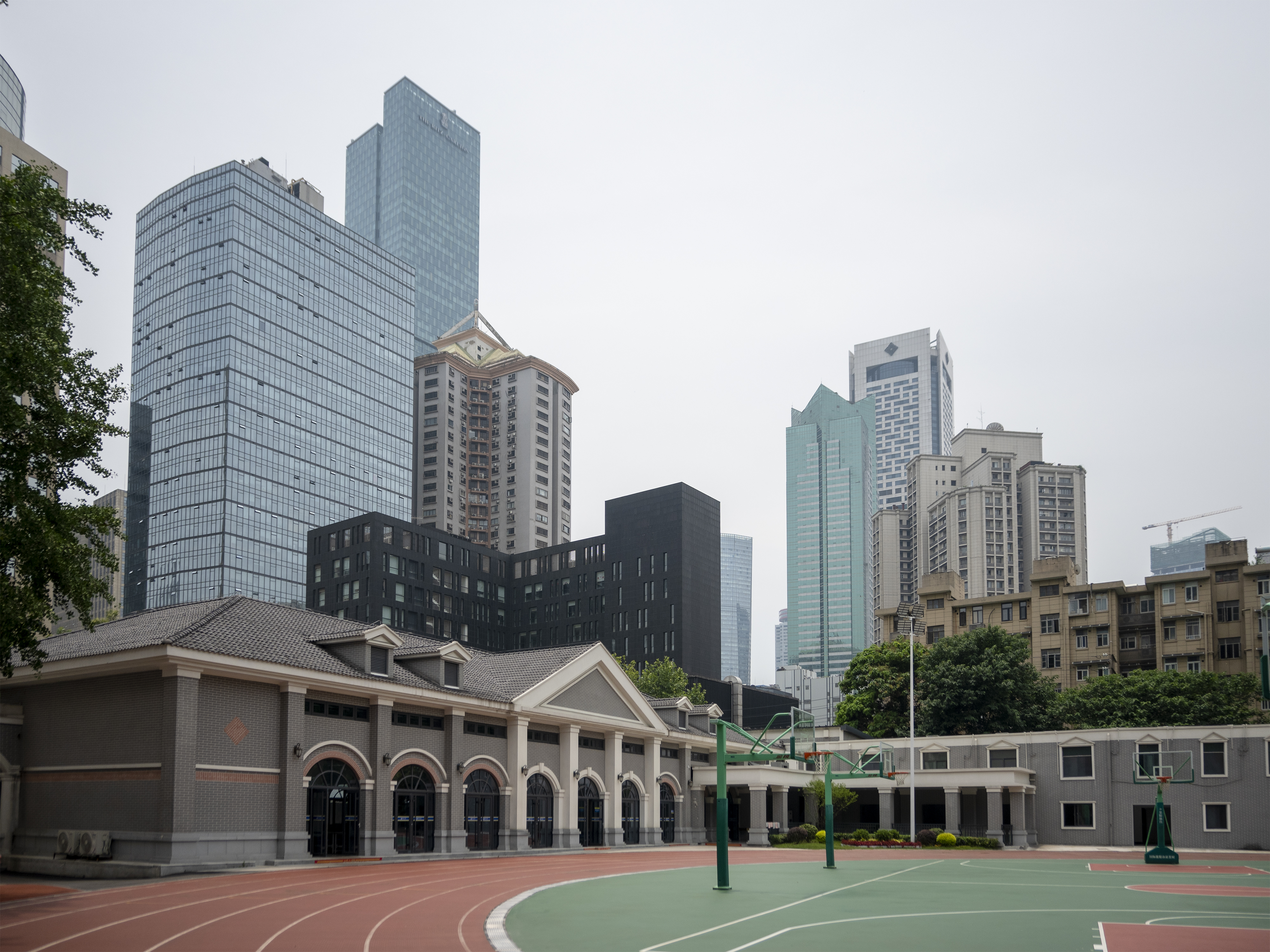
原大礼堂与新街口天际线，2022年改造为二食堂投入使用

金陵中学主校区位于南京市中山路169号，占地5万平方米，现有校舍3万6千平方米，闹中取静，环境优雅，是南京市市属中学著名的花园式学校。地理位置优越，毗邻南京大学，坐落于南京市人民中学对面，位于繁华的新街口商业区和珠江路商业区之间。交通便利，附近有地铁珠江路站及十余条公交线路。
汇文书院钟楼，是南京市19世纪末的最高层建筑，也是基督教在南京建造的现存最早的学校建筑，占地约330平方米。钟楼由美以美会于1889年建成，1917年因失火重建，遗留至今，现为全国重点文物保护单位，为金陵中学的象征:3。
青年会堂，又称作“琥珀厅”，楼两层，木结构，门廊前伸，拱形门多个，门廊上是带扶栏的二楼阳台。青砖墙，红砖发券井嵌线，勒脚以简约的线角装饰，为美国殖民时期建筑样式，建于1892年，原用作青年会:36。1910年，金陵大学于青年会创设图书馆，占屋2间，藏书3000余本，馆长为刘靖夫。1912年，韩凯为馆长。1913年，恒谟继任。1915年，克乃文和刘靖夫继任。这一年，图书馆扩大到旁边的两间房子，而刘靖夫开始编西文书目录，中文书则仍无编目法。1916年，刘靖夫辞职，洪范五继之，编中西图书目录，并改进管理方法，添设儿童图书部。本来，中西图书放在一处，此时，另外开辟一个房间，专放中文书籍。1919年，洪范五感于中国图书馆学的落后，赴美留学，由刘衡如继之。随后，金陵大学北大楼落成，图书馆乃搬入其中，此处改为支部。曹祖彬为中文书编目兼中学图书部负责人。至1948年，图书馆藏有中文图书9757册，西文图书613册，合计10388册；中文杂志135种，西文杂志6种，合计141种。1951年，图书馆收归国有后，图书馆馆藏逐年增加，1981年，图书馆馆藏增至10万余册。1982年5月，在清理文革期间出版的书刊和一些过于陈旧的图书后，图书馆馆藏不足5万。1987年在原址重建。1999年被江苏省教育厅评为中学优秀图书馆，2000年被南京市教育局评为南京市中学示范图书馆，2003年被江苏省教育厅评为江苏省普通中学一级图书馆。现分前后楼，前楼包括师生共享书库和教师书库和图书借阅处，后楼包括学生期刊阅览室和教师期刊及参考工具书阅览室、古籍书库，3楼为电子阅览室，内有62台计算机。现有5名工作人员。馆藏为10万余册（包括1万余册古籍线书和部分外文原版图书），电子图书馆有12万余册图书，报刊种类有100余种。使用江苏省汇文文献信息服务系统，并提供CNKI检索系统查询。
东课楼，建于1893年。楼有三层，阁楼一层，建筑面积3344平方米。门廊直通上下两层，拱券门，三面踏道直通二楼，门廊两侧小门通向一楼，屋顶设有老虎窗，线脚简练。原为小学部及幼儿园所在地。1986年整修。20世纪90年代遭拆除:34。
西课楼，建于1893年。西课楼楼两层，木结构，门廊前伸，拱形门多个，门廊上是带扶栏的二楼阳台。青砖墙，红砖发券井嵌线，勒脚以简约的线角装饰，为美国殖民时期建筑样式:35。1987年整修，20世纪90年代遭拆除。
口子楼，建于1893年，是一座四方环绕的楼房，当中留有一个巨大的天井。原名“考吟寝室”（又称“考吟堂”），最初是两层楼:35。19世纪初加盖为三层楼。1986年整修，20世纪90年代遭拆除。
小礼堂，建于1888年。平房，大坡度屋顶为欧美乡村小教堂样式，扶壁式砖墙柱又有哥特式建筑痕迹，呈朴素的静态美，可容纳500人参加活动:34。1949年前，小礼堂曾经是每周都要进行礼拜唱诗的礼拜堂，学校庆典也在此齐唱校歌。后被拆除，现址为行政楼。
大礼堂，建于1950年代，面积800平方米，人字屋顶，四面砖墙，二层，曾用于集会；2022年改造为餐厅。
曹隐云科学馆，建于1996年3月，位于口子楼原址上，由曹文锦捐资修建。内有各类实验室11个、计算机房3个、语音室2个、电化教室5个、阶梯教学2个、报告厅1个:195-196。
此外，行知楼落成于1985年:275，行健楼和汇贤楼建成于2000年:279，新体育馆、艺术楼和南北两个大操场落成于2002年:280。

### 江心洲校区

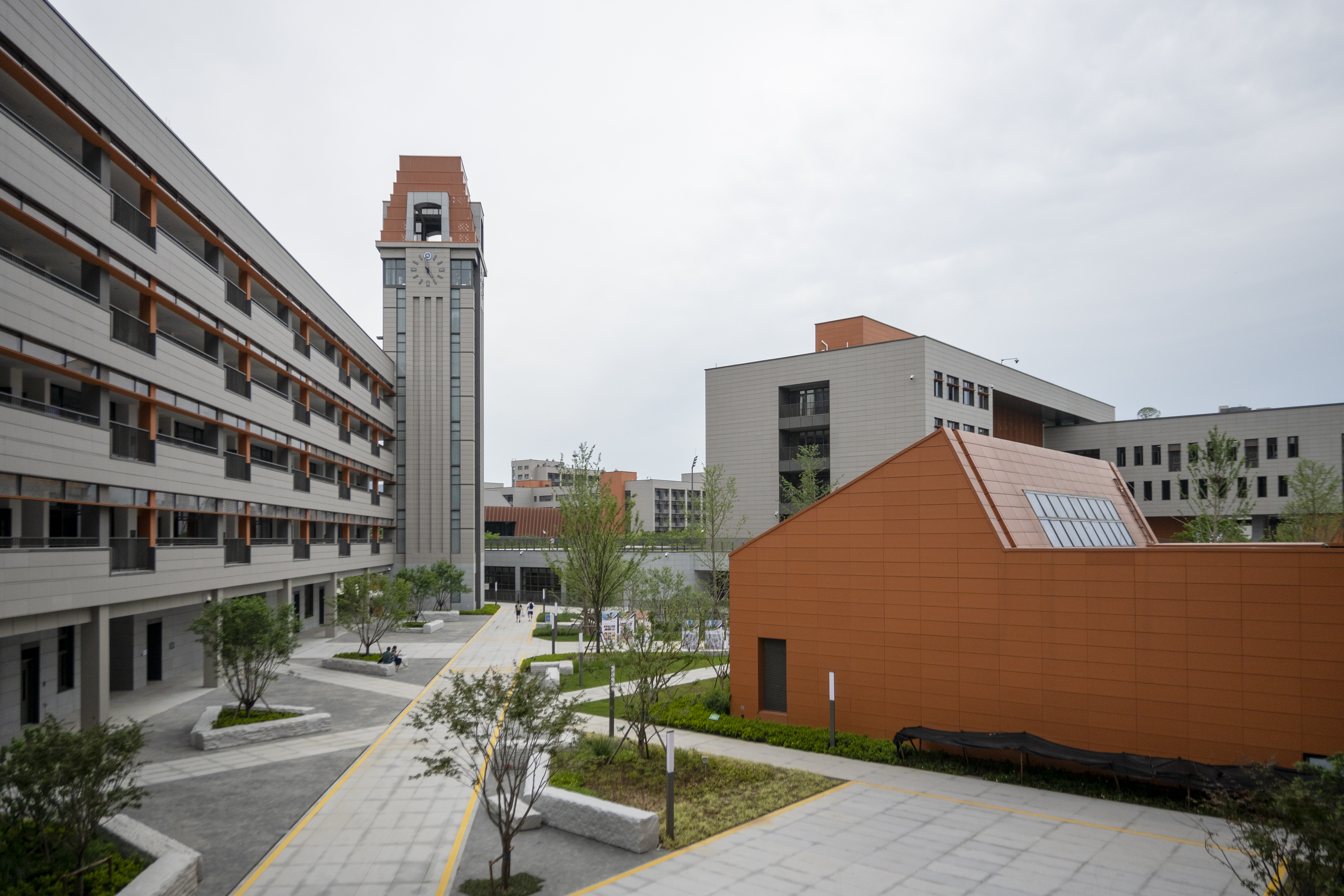
江心洲校区钟楼，设计继承新街口校区的汇文书院钟楼

2018年3月，南京市金陵中学与新加坡南京生态科技岛管委会签署项目建设协议书，建设江心洲校区，于2020年5月开工，2023年5月26日，江心洲校区竣工交付，并于9月正式投入使用。2023年9月起，金陵中学采用“一校两址”办学，即新街口校区和江心洲校区并行办学的模式。。
江心洲校区位于江心洲南部，东临中新大道，南至龙恩街，北邻文泰街，占地面积9.3万平方米（约140亩），建筑面积9.7万平方米，设计容量48班，配置教工和学生宿舍700多间，建筑主色调以橙色、灰色为主色调，由东南大学建筑学院设计。设计布局为“南园北院”，拥有音乐厅、综合楼、体育馆、学科实验室等设施，并通过风雨廊、中庭、地下通道实现地下空中无缝连接。

## 校园文化及活动

### 校歌
金陵中学校歌由胡小石作词，歌曲采用亨利·S·汤普森（H.S.Thompson）所作的《安妮·莱尔》（英語：Annie Lisle）：
大江滔滔东入海，我居江东。

石城虎踞山蟠龙，我当其中。

钟楼嵯峨，教育之宫，桃李坐春风。

思如潮，气如虹，永为南国雄。
《安妮·莱尔》为19世纪美国诗人亨利·S·汤普森所作。不久，康奈尔大学用为校歌。1931年，为进一步凝聚金陵大学师生的爱校情感，金大校学生会在全校师生中开展了征集“校歌歌词”活动，要求：“（1）歌词不必长，以能发扬互助精神，适合本校历史环境为主旨；（2）歌词不拘文言语体，惟求清晰简洁，便于记忆；（3）歌词宜声调铿锵，意气磅礴，尽发扬欢忻之致”。校歌的征集，激发了金大师生的创作热情，最后文学院教授胡小石撰就的词中标，谱上美国康奈尔大学（Cornell University）校歌的旋律，最终成为联结全校师生情感、象征学校精神的校歌。金大附中亦采用同一首校歌。
1951年学校更名后，更换了校歌。1988年，南京市第十中学复用“金陵中学”校名和校歌，并将第三句歌词“三院嵯峨，艺术之宫，文理与林农”改为“钟楼嵯峨，教育之宫，桃李坐春风”，更切金陵中学实际。

### 校训

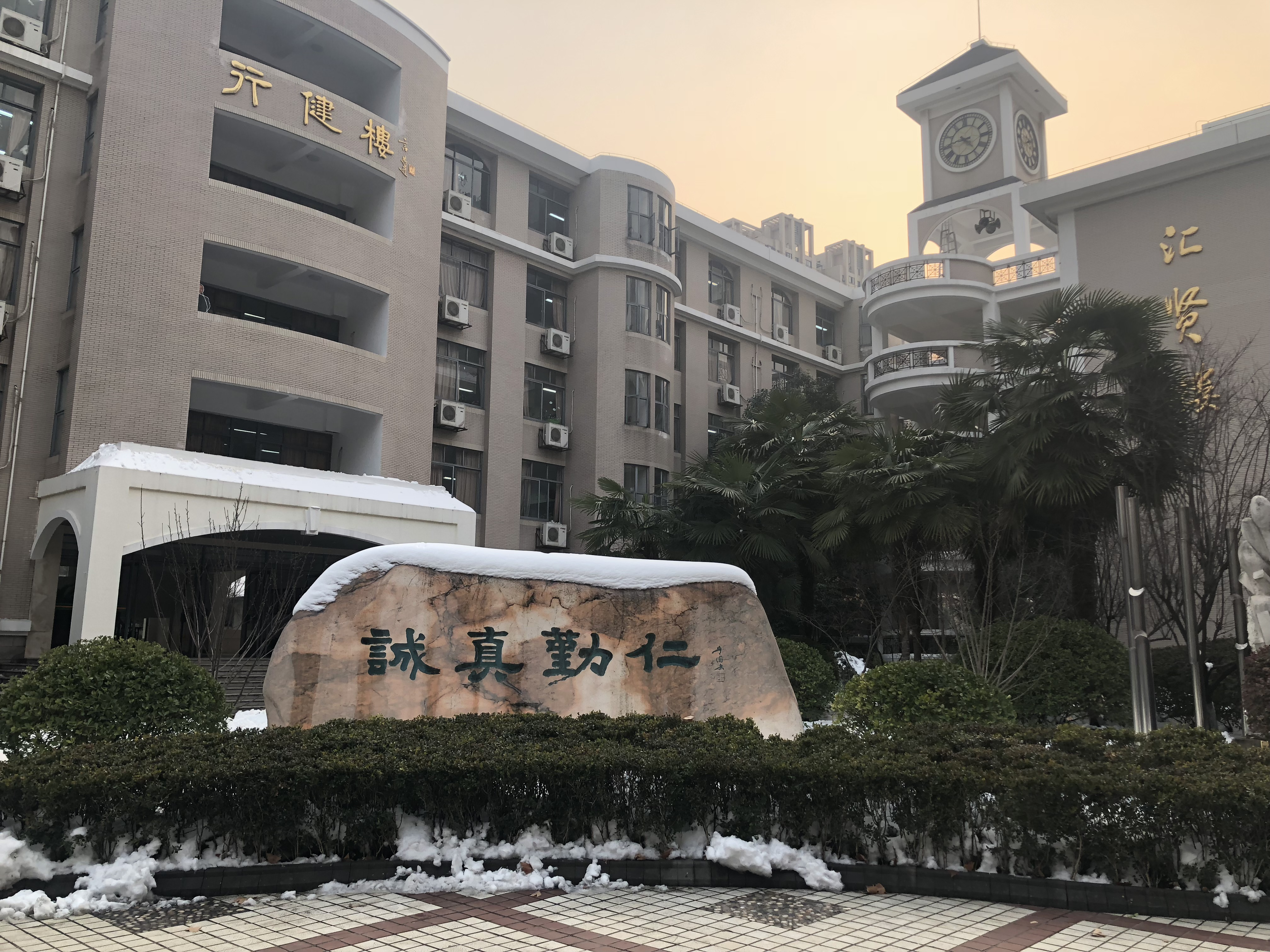
镌刻着“诚真勤仁”的校训碑

金陵中学校训是“诚、真、勤、仁”，提倡“以诚为本”、“唯真是求”、“勤勉执着”、“以仁为怀”，是金中精神的集中体现。“诚真勤仁”是1942年金陵大学校长陈裕光先生倡导的金大、金中校训。2008年8月18日，金陵中学1947届校友、国学家、书法家常国武为金陵中学书写了“诚真勤仁”四字，8月23日，校园内建立了一座镌刻着“诚真勤仁”的校训碑。

### 校园刊物
金陵中学最早的校刊是1909年创办的《金陵光》，《金陵光》除报道金大同学会活动消息外，不少文章反映金大附中的内容，如《中学茶话会纪事》等。受《金陵光》影响，20世纪20年代末，金中成立了校刊社，1929年，《金中校刊》创刊号出版，为综合性刊物，图文并茂，每学期一期，至1937年共发行13期:59-65。以1937年1月出版的《金陵中学校刊》为例，为十六开精装本，分为“校景”、“教职员”、“毕业班”、“体育”、“课外作业”等部分。
20世纪90年代，学生会报纸《金钟报》创办，并发行至今。文学期刊《精灵》于1998年创办，颇受学生欢迎，被评为全国校园文学优秀刊物，精灵文学社被评为南京市十佳文学社团。2013年，创办校刊复用“金陵光”之名，为教职员工教育教学科研之用。
校园活动剪影年刊《紫藤架下》记录一学年举办的活动。年刊《青春》介绍本学年的社团。

### 体育活动

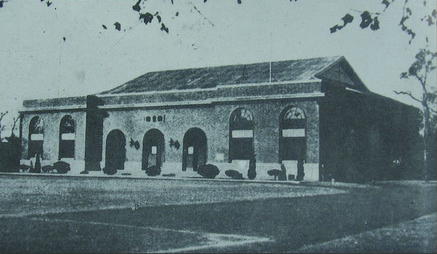
建成于1935年的金陵大学附属中学体育馆。摄于1937年

民国时期，金大附中素以体育作为办学传统之一。1916年，校内有体育场两个，足球场一个。之后，订立规则一条：“下午四时后，如不落雨，学生一律到操场进行体育活动。”1921年后，体育教师司皮尔重视体育比赛，利用各种球类活动选择优秀者组成足球队，每日课后训练。先与市内学校比赛，之后到上海、浙江、安徽、湖北等地比赛。1929年，“江南十中学”在金中举行第二届江浙私立中学篮球、足球比赛，锦标均为金中所得。1930年，第四届全国运动会在杭州举行，金中三位学生入选南京足球队，与上届冠军上海相遇时，首立战功。此后金中足球运动日盛，球队声满江南，培养了多名全国性的名将。1934年，金中向社会各界募捐三万五千大洋，兴建了体育馆。1935年暑假完工，九月廿八日上午举行闭门典礼，南京市市长马超俊前来剪彩；典礼完毕，张坊、陈裕光两位校长招待来宾，绕体育馆内一周参观，继而由校友队及本校代表队举行篮球友谊赛；学校放假一天，以示庆祝。至万县，学生仍喜爱踢足球，足球队在万县颇负盛名:76。
至1950年代，喜爱体育已成为十中的校风，学校连续两年获得市中学生运动会男女总分第一名，多名学生破全国纪录。1958年，国家体委、教育部向南京十中颁发了“全国体育运动校”锦旗:162。1987年后女篮队成绩位居前茅，2007年获亚洲中学生女子篮球锦标赛冠军。田径队培养出大批一二级运动员:266。
近年来，每年10月下旬，金陵中学在五台山体育馆开展为期2天的校运动会。运动会的最大看点是开幕式的表演:268，各班表现风格各具特色。此外，每年圣诞节前后，学校在玄武湖开展迎新春环湖跑活动，全校师生围绕玄武湖赛跑。

### 爱国运动
爱国主义始终贯彻于金中校园之中。1904年1月11日午后，汇文书院学生因为东三省问题，在成美馆演说中国之地位，国民之危险，倡议练习兵操，弄成国民之体格，推举卢生为长；次日早5时，至操场去已五六十人:7:301。1910年，辛亥革命前夕，汇文书院年仅11岁的学生盛成由同宿舍的大同学韩辉介绍，加入了中国同盟会；他利用孩子的身份对敌人进行侦察，保管光复军司令的大印，埋在汇文书院的院子里，被誉为“辛亥三童子”之一。1919年五四运动时，东课楼是南京各校学生开会的地点。1925年五卅惨案发生后，金中师生联合南京其它学校，成立“沪案后援会”及声援电文，谴责惨案发生。1931年九一八事变后，金大附中师生呈请国民政府移师抗日。1932年10月，为了给义勇军募捐，举行了足球比赛。抗日战争全面爆发后，金大附中产生了多名抗日烈士。1938年，在万县期间，学校成立了中国共产党地下党。1947年五二〇运动中，金中部分学生冲出校门，抢夺军警水龙头，营救被军警打伤的大学生。此后，不断有金中校友为新中国起义或牺牲。
新中国成立后，金陵中学致力于实现爱国主义教育的科学化。20世纪80年代起，每年5月，高一学生须前往南京行知小学，参加至少4天的学农活动。近年来，每年8月下旬，高一新生必须前往南京行知基地，参加为期6天的军训。每年清明节前后，高一学生从学校出发，步行前往雨花台，为革命烈士扫墓。

### 校园活动
校园活动由主题活动、学生自主活动和学校传统活动构成，主题活动包括文化节、科技节、艺术节、读书节、体育节，学生自主活动包括学生社团活动、学生电视台、学生广播电台、学生讲坛，学校传统活动包括运动会、美食节、环湖跑、开学典礼、毕业典礼、成人仪式、扫墓、一二九大合唱等:236。
金陵中学美食文化节始创于2000年:279，通常于每年12月31日前后举办。届时，各班将兜售制作的各种小吃，价格低廉，普遍以1元、2元、5元、10元一份的食品为主。南京市民、金陵中学校友、学生家长、南京其它学校的学生也将慕名前来。学生们用各种方式迎接新年的到来。美食节的收入通常是各班班费的重要来源。

## 历任负责人

### 1888年-1951年
| 校名                                           | 负责人姓名        | 照片             | 职务                 | 任期             |
| ---------------------------------------------- | ----------------- | ---------------- | -------------------- | ---------------- |
| 汇文书院 1888年-1910年                         | 福开森（J. C. Furguson）        |                  | 院长                 | 1888年-1897年    |
| 汇文书院 1888年-1910年                         | 司徒尔（G. A. Stuart）        |                  | 院长                 | 1897年-1908年    |
| 汇文书院 1888年-1910年                         | 包文（A. J. Bowen）          |                  | 院长                 | 1908年-1910年    |
| 益智书院 1894年-1906年                         | 文怀恩（J. E. Williams）        |                  | 院长                 | 1894年-1906年    |
| 基督书院 1891年-1906年                         | 酶在中（）        |                  | 院长                 | 1891年-1910年    |
| 宏育书院 1906年-1910年                         | 酶在中（）        |                  | 院长                 | 1891年-1910年    |
| 金陵大学附属中学 1910年-1937年                 | 酶在中（）        | 中学部主任       | 1910年-1917年        |                  |
| 金陵大学附属中学 1910年-1937年                 | 威尔逊（W. F. Wilson）        |                  | 校长                 | 1917年-1924年    |
| 金陵大学附属中学 1910年-1937年                 | 刘镜澄            |                  | 代理校长             | 1924年-1926年    |
| 金陵大学附属中学 1910年-1937年                 | 刘靖夫            |                  | 校长                 | 1927年-1929年    |
| 金陵大学附属中学 1910年-1937年                 | 张坊              |                  | 校长                 | 1929年-1950年    |
| 万县金陵大学附属中学 1937年-1946年             | 张坊              |                  | 校长                 | 1929年-1950年    |
| 金陵大学附属中学 1946年-1951年                 | 张坊              |                  | 校长                 | 1929年-1950年    |
| 王佐周                                         |                   | 代理校长         | 1950年-1951年        |                  |
| 金陵补习学校 1939年-1940年                     | 陈嵘              |                  | 校长                 | 1939年-1940年    |
| 金陵补习学校 1939年-1940年                     | 贝德士            |                  | 名誉校长             | 1939年-1940年    |
| 鼓楼中学 1940年-1942年                         | 贝德士            | 校长             | 1940年-1942年        |                  |
| 同伦中学 1942年-1945年                         | 原田熊吉          |                  | 校长                 | 1942年-1943年    |
| 同伦中学 1942年-1945年                         | 褚民谊            |                  | 校长                 | 1943年-1945年    |
| 同伦中学 1942年-1945年                         | 陈嵘              |                  | 校长极取（代理校长） | 1942年-1945年    |
| 南京金陵中学 1945年-1946年                     | 陈嵘              | 校长             | 1945年-1946年        |                  |
| 金陵女子大学附属实验中学:289 1924年-1933年     | 魏特琳 （，华群） |                  | 校长                 | 1924年-1933年    |
| 金陵女子文理学院附属高级中学:289 1933年-1937年 | 魏特琳 （，华群） | 1933年-1937年    | 校长                 |                  |
| 金陵女子文理学院服务部实验科:289 1937年-1945年 | 魏特琳 （，华群） | 1937年-1940年    | 校长                 |                  |
| 金陵女子文理学院服务部实验科:289 1937年-1945年 | 孙宝华            |                  | 校长                 | 1940年-1941年    |
| 金陵女子文理学院服务部实验科:289 1937年-1945年 | 邬静怡            |                  | 校长                 | 1941年-1942年6月 |
| 金陵女子文理学院实验女中:289 1945年-1946年     | 邬静怡            | 1945年9月-1956年 | 校长                 |                  |
| 金陵女子文理学院附属中学:289 1946年-1951年     | 陈玉珍            |                  | 校长                 | 1946年-1951年    |

### 1951年至今
| 校名                         | 行政负责人 | 职务               | 任期                 | 中共负责人 | 职务       | 任期                  |
| ---------------------------- | ---------- | ------------------ | -------------------- | ---------- | ---------- | --------------------- |
| 南京市第十中学 1951年-1988年 | 刘开荣     | 校长               | 1951年2月-1952年8月  |            |            |                       |
| 南京市第十中学 1951年-1988年 | 李震       | 校长               | 1952年2月-1954年3月  | 李震       | 党支部书记 | 1952年2月-1954年3月   |
| 南京市第十中学 1951年-1988年 | 周家瑞     | 副校长（主持工作） | 1954年8月-1956年9月  | 郑斌       | 党支部书记 | 1954年7月-1956年5月   |
| 南京市第十中学 1951年-1988年 | 李治中     | 校长               | 1956年9月-1957年5月  |            |            |                       |
| 南京市第十中学 1951年-1988年 | 李执       | 校长               | 1957年5月-1958年7月  | 李执       | 党支部书记 | 1957年5月-1958年7月   |
| 南京市第十中学 1951年-1988年 | 贾其锐     | 校长               | 1959年8月-1960年10月 | 贾其锐     | 党支部书记 | 1959年8月-1960年10月  |
| 南京市第十中学 1951年-1988年 | 林敏       | 校长               | 1960年10月-1966年3月 | 林敏       | 党支部书记 | 1960年10月-1966年6月  |
| 南京市第十中学 1951年-1988年 | 李治中     | 校长               | 1966年3月-1975年7月  | 华才甫     | 党支部书记 | 1968年9月-1971年8月   |
| 南京市第十中学 1951年-1988年 | 王民       | 革命委员会主任     | 1969年12月-1971年    | 华才甫     | 党支部书记 | 1968年9月-1971年8月   |
| 南京市第十中学 1951年-1988年 | 李治中     | 校长               | 1966年3月-1975年7月  | 浩毓勤     | 党支部书记 | 1971年9月-1972年8月   |
| 南京市第十中学 1951年-1988年 | 李治中     | 校长               | 1966年3月-1975年7月  | 欧阳仪     | 党支部书记 | 1973年12月-1977年5月  |
| 南京市第十中学 1951年-1988年 | 李治中     | 革命委员会主任     | 1975年7月-1977年5月  | 欧阳仪     | 党支部书记 | 1973年12月-1977年5月  |
| 南京市第十中学 1951年-1988年 | 杨运清     | 校长               | 1977年5月-1982年9月  | 韩冲       | 党支部书记 | 1977年5月-1982年5月   |
| 南京市第十中学 1951年-1988年 | 王凡       | 校长               | 1982年9月-1987年1月  | 韩冲       | 党支部书记 | 1982年10月-1987年3月  |
| 南京市第十中学 1951年-1988年 | 陈正祥     | 校长               | 1987年6月-1991年12月 | 陈正祥     | 党总支书记 | 1987年6月-1990年7月   |
| 南京市金陵中学 1988年至今    | 陈正祥     | 校长               | 1987年6月-1991年12月 | 黄重国     | 党支部书记 | 1990年7月-1991年12月  |
| 南京市金陵中学 1988年至今    | 黄重国     | 校长               | 1991年12月-1995年3月 | 王桂芳     | 党总支书记 | 1991年12月-1994年6月  |
| 南京市金陵中学 1988年至今    | 黄重国     | 校长               | 1991年12月-1995年3月 | 朱梦斋     | 党总支书记 | 1994年6月-1999年10月  |
| 南京市金陵中学 1988年至今    | 杨祖恒     | 校长               | 1995年4月-2000年1月  | 朱梦斋     | 党总支书记 | 1994年6月-1999年10月  |
| 南京市金陵中学 1988年至今    | 杨祖恒     | 校长               | 1995年4月-2000年1月  | 王次伍     | 党委书记   | 1999年10月-2007年11月 |
| 南京市金陵中学 1988年至今    | 岳燕宁     | 校长               | 2000年6月-2002年1月  | 王次伍     | 党委书记   | 1999年10月-2007年11月 |
| 南京市金陵中学 1988年至今    | 丁强       | 校长               | 2002年1月-2007年11月 | 王次伍     | 党委书记   | 1999年10月-2007年11月 |
| 南京市金陵中学 1988年至今    | 邹正       | 校长               | 2007年11月-2014年8月 | 尤小平     | 党委书记   | 2007年11月-2010年4月  |
| 南京市金陵中学 1988年至今    | 邹正       | 校长               | 2007年11月-2014年8月 | 刘前树     | 党委书记   | 2010年4月-2012年2月   |
| 南京市金陵中学 1988年至今    | 邹正       | 校长               | 2007年11月-2014年8月 | 沈方晓     | 党委书记   | 2012年2月至2024年4月  |
| 南京市金陵中学 1988年至今    | 孙夕礼     | 校长               | 2014年8月至2024年4月 | 沈方晓     | 党委书记   | 2012年2月至2024年4月  |
| 南京市金陵中学 1988年至今    | 孙夕礼     | 校长               | 2014年8月至2024年4月 | 孙夕礼     | 党委书记   | 2024年4月至2024年9月  |
| 南京市金陵中学 1988年至今    | 夏广平     | 校长               | 2024年4月至今        | 孙小红     | 党委书记   | 2024年9月至今         |

## 校友

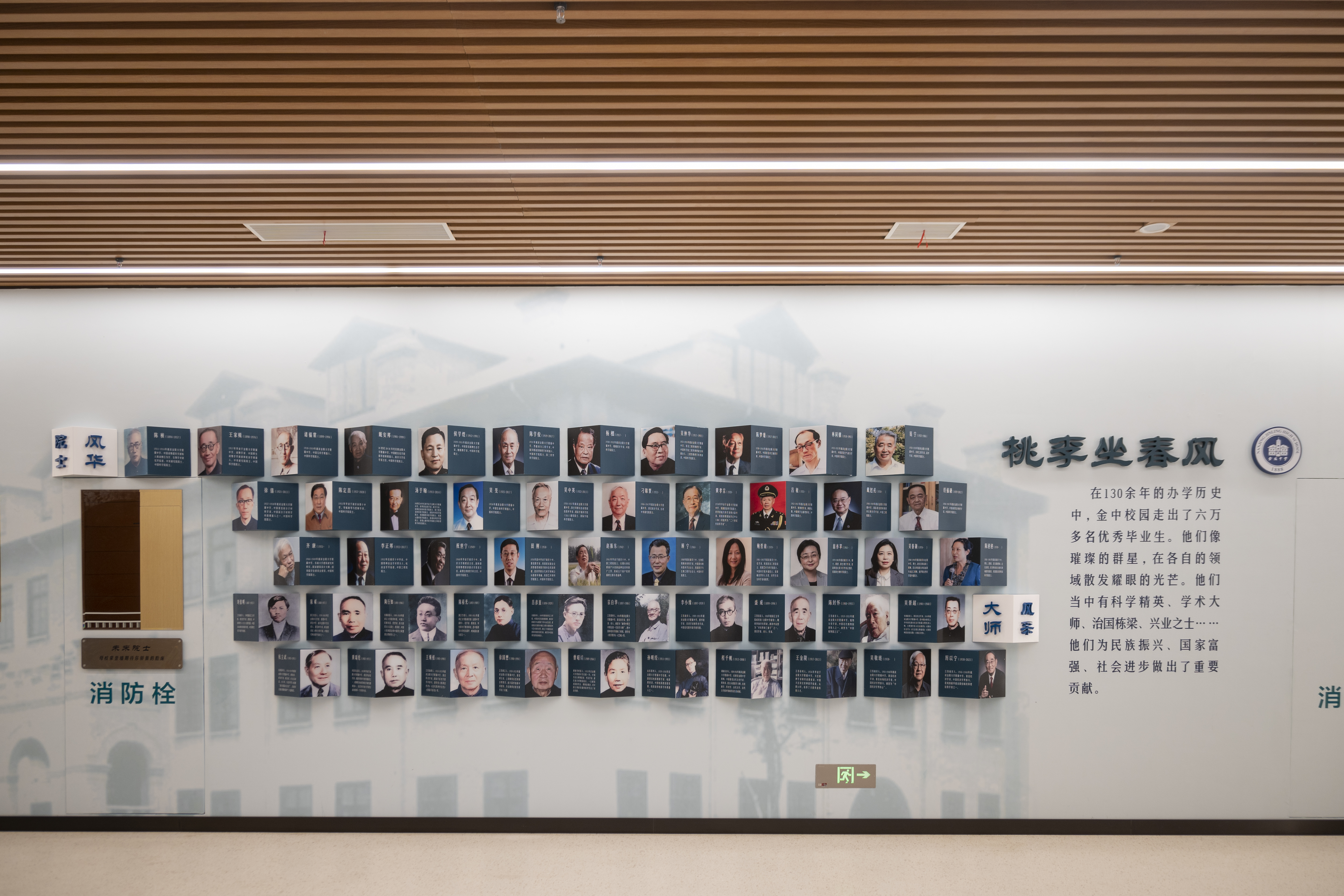
江心洲校区的院士墙，展示了所有毕业于金陵中学的两院院士

一百多年以来，南京市金陵中学培养了近6万名毕业生，其中出类拔萃的校友数以百计。他们以其基础扎实、素质全面、勇于创新而在海内外享有盛誉。例如，人民教育家陶行知，中国科学院原主席团执行主席和名誉主席、杰出的工程热物理学家吴仲华，著名经济学家吴敬琏和厉以宁，微分几何学界世界青年领袖田刚，生物学家傅新元，诺贝尔文学奖获得者高行健，社会学家柯象峰，美学大师宗白华、文史学家程千帆等人文学者。因此，金陵中学被誉为“英才摇篮”。
1947年4月12日，金大附中校友会成立，陈裕光任名誉理事长:105。金陵中学校友会于1993年成立，定期出版报刊《金陵中学校友通讯》。